# Besni
Besni (kurdisch Bêsnî oder Behsnî) ist eine Stadt und zugleich ein Landkreis in der türkischen Provinz Adıyaman in Südostanatolien.

## Zum Namen der Stadt Besni
Der Ortsname „Parala“, die bislang älteste bekannte Bezeichnung der historischen „Vorläuferstadt“ Besnis (Eski Besni), findet sich in urartäischen Quellen des 8. Jahrhunderts v. Chr. Der Ort gehörte zu den Städten von Kommagene (Kummuh) und lag rund um die heutigen Ruinen von Eski Besni. In geographischen Quellen aus der römischen Zeit sind am Ende des 1. Jahrhunderts n. Chr. und zu Beginn des 2. Jahrhunderts n. Chr. zwischen den beiden Legionsburgen am Euphrat, Zeugma und Samsat, die zwei burgartigen Vorposten für die Stationierung von Hilfstruppen verzeichnet: Kiştan bzw. Cesum (Nisus) an der Stelle des heutigen Keysun und die Stadt Octacuscum am Platz von Eski Besni. Nachweislich hat sich der Name dieser Stadt im Laufe der Geschichte von ihrer Gründung bis heute mehrmals geändert und wurde zwischen dem 12. und 19. Jahrhundert auf unterschiedliche Weise geschrieben. Man findet Bezeichnungen, wie Bahsna, Bahasna, Bet Hesna, Behesna, Behişti, Behesne, Bisni und Besni aufgelistet. In persischen Quellen wird Besni als Bihişti erwähnt. Mittelalterliche Historiker verwendeten für Besni die Bezeichnung Bar Hebraus Bet Hesna, Urfalı Mateos dagegen die Namen Behesni und Behesdin. Evliya Çelebi, der Besni Mitte des 17. Jahrhunderts besuchte, verzeichnete in seinem Seyahatname die Namen Sadr-ı Baz und Besne für die Stadt und die Burg. Für Besni wurden auch Namen wie Behesni und Behisni verwendet.

## Zur Lage von Besni

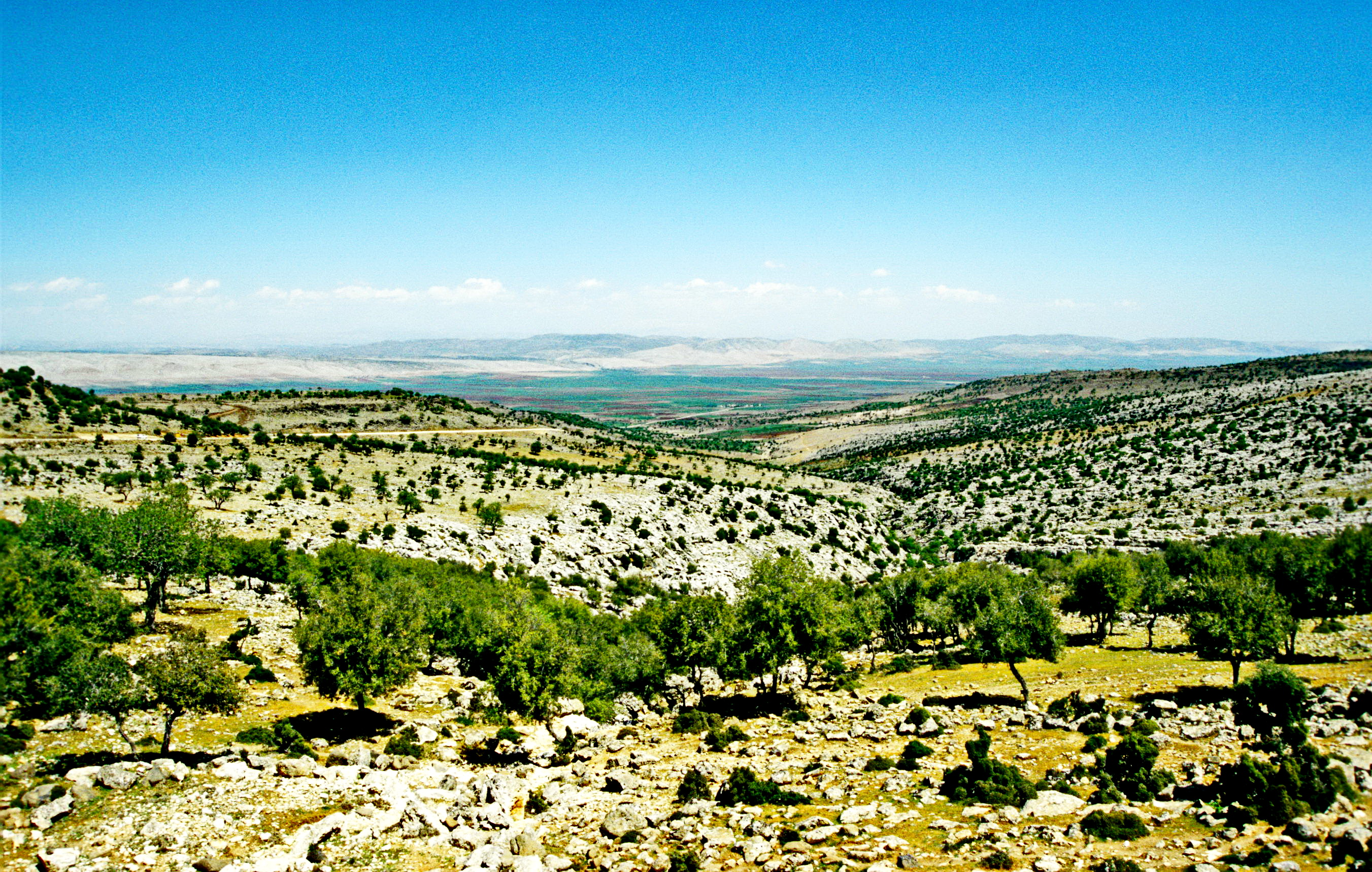
Blick von Emirhaydar westwärts in die Senke von Araban (Altıntaş Ovası).Mitte April 2004

Landkreis und Stadt Besni liegen in der Provinz Adıyaman im mittleren Euphrat-Abschnitt der Region Südostanatolien im Einzugsgebiet des Euphrat an der Fernstraße von Adıyaman nach Gaziantep. Der Landkreis grenzt im Osten an den zentralen Landkreis Adıyaman, im Norden an den Landkreis Tut, im Westen und Nordwesten an den Kreis Gölbaşı, im Südwesten an den Kreis Pazarcık (Provinz Kahramanmaraş), im Süden an die Landkreise Araban (Provinz Gaziantep) mit der ausgedehnten Senke der Altıntaş Ovası und im Südosten an den Fluss Fırat (Euphrat) bei den Landkreisen Halfeti (Provinz Şanlıurfa) und Bozova (Provinz Şanlıurfa). Im 19. Jahrhundert wurde die Lage des Landkreises Besni beschrieben als „am letzten Punkt des südwestlichen Teils der Provinz Mamüratülaziz (Elazığ), umgeben vom Akçadağ im Norden, den Landkreisen von Hısnımansur (Adıyaman) im Osten und dem Sandschak Maraş im Südwesten“.

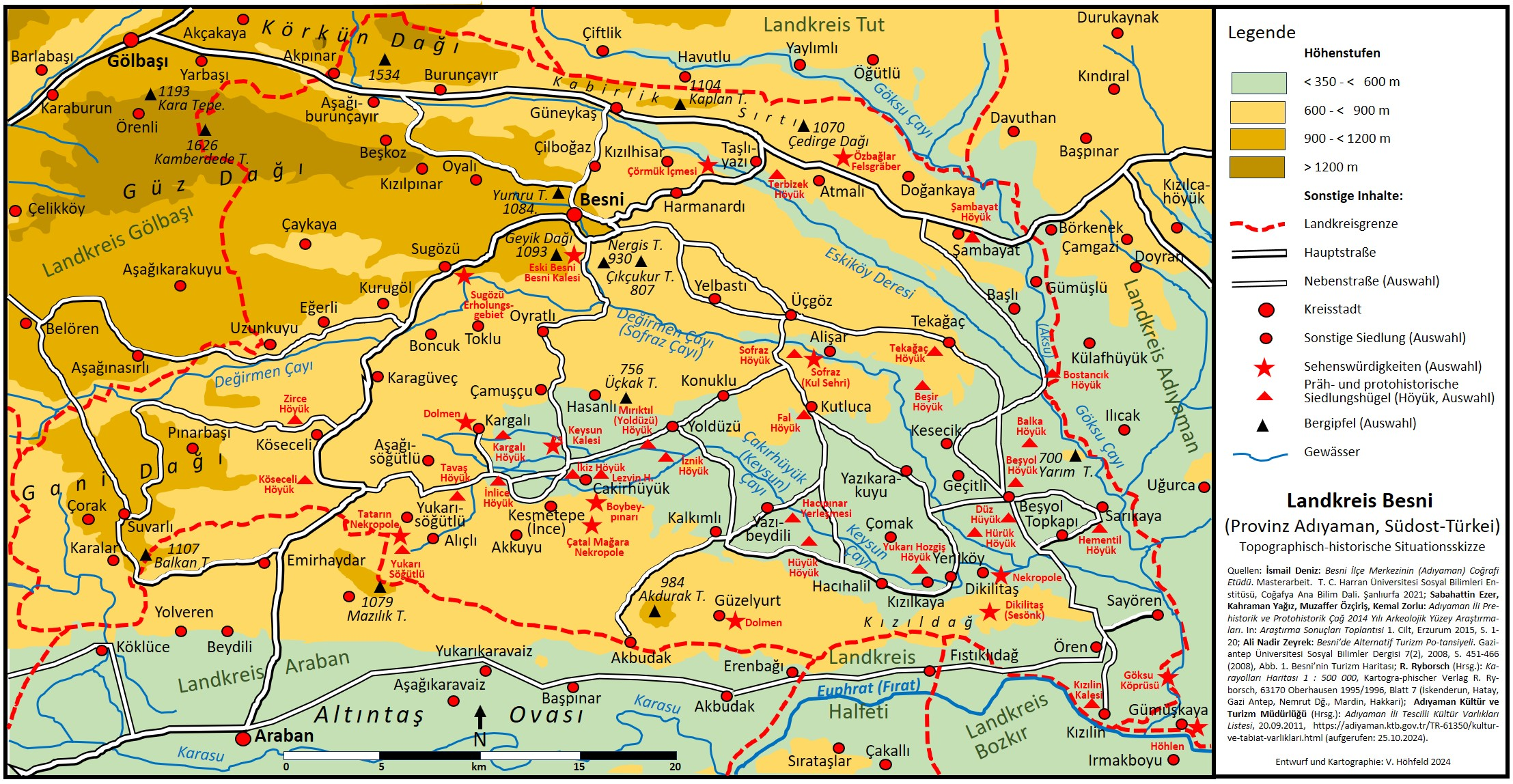
Topographisch-historische Situationsskizze des Landkreises Besni in der Provinz Adıyaman (Südost-Türkei).

Der Landkreis umfasst neben der Kreisstadt noch fünf weitere Städte/Gemeinden (Belediye): Şambayat (3583 Einw.), Köseceli (2049 Einw.),Suvarlı (2020 Einw.), Çakırhüyük (1861 Einw.) und Kesmetepe (1636 Einw.). Daneben existieren im Kreis noch 67 Dörfer (Köy) mit durchschnittlich 449 Einwohnern. Atmalı (1718 Einw.), Sayören (1587 Einw.), Oyratlı (1468 Einw.), Kutluca (1052 Einw.) und Üçgöz (1107 Einw.) sind dabei die größten, weitere 21 Dörfer haben ebenfalls mehr Einwohner als der Durchschnitt (449 Einw.). Der städtische Bevölkerungsanteil liegt bei 61,3 Prozent. Die Fläche des Landkreises beträgt 1.330 km², wovon 13 km² auf die Stadt Besni entfallen. Die Höhe des Kreiszentrums liegt bei etwa 930 Meter über dem Meeresspiegel. Der Ort erstreckt sich an den südlichen Ausläufern des Malatya-Gebirges (Malatya Dağları) am Fuße des Yumrutepe, eines der Hügel des südöstlichen Taurusgebirges, das sich in Südwest-Nordost-Richtung hinzieht und nach Süden abfällt. Der Norden des Landkreises weist den Charakter eines zerklüfteten Plateaus auf, wird gen Süden hin bei nachlassender Schroffheit deutlich hügeliger und geht in eine fruchtbare Ebene über, die bis zum Kızıldağ reicht. Die für Erdbeben (6. Februar 2023) bekannte tektonische Senke des Maraşgrabens trennt zusammen mit den Höhen des Taurus, die in diesem Teil des südöstlichen Gebirges stellenweise dreitausend Meter erreichen, und des Amanos-Gebirges die Region von Kappadokien sowie von der Çukurova und begrenzt die Region wie eine Barriere in Südwest-Nordost-Richtung. Die wüstgefallene Hauptsiedlung der historischen Stadt (altes Zentrum: Eski Besni) lag rund um die Burg Besni, fünf Kilometer südlich der heutigen Stadtlage. Die alte Siedlung hat sich mehrmals verändert, da das Gelände, auf dem die Stadt gegründet wurde, häufig Erdrutschen ausgesetzt war und der Besni Çayı, an dem sie lag, über die Ufer trat (s. u.).

## Bemerkungen zur Geologie und Tektonik
Der Landkreis Besni liegt an den südlichen Ausläufern des südöstlichen Abschnitts des Taurus-Gebirges, wo sich der Einfluss der alpinen Orogenese deutlich abzeichnet. Während es im Süden flache Schwemmlandgebiete verschiedener Flüsse gibt, zieht sich nördlich und nordwestlich, ausgehend von Hatay, das tektonische System des Maraşgrabens als Teil der ostanatolischen Verwerfungszone über Türkoğlu (Kahramanmaraş), Gölbaşı (Adıyaman), Çelikhan (Adıyaman), Sivrice (Elâzığ), Palu (Elâzığ) bzw. Bingöl nordwärts bis zur nordanatolischen Verwerfungszone bei Karlıova (Bingöl). Erdbeben, die in dieser Störungszone auftreten, wirken sich auch auf die Region von Besni aus. Während sich im Norden des Landkreises die 21 km lange Tut-Verwerfung zwischen Besni und Tut erstreckt, gibt es im Westen und in den südlichen Teilen von Besni weitere aktive unklare Störungen. Im nordwestlichen und westlichen Teil der Besni-Region stößt man zwischen Akdere-Tal und dem Besni Çayı auf die älteste geologische Fazies aus dem Oberjura bis zur Unterkreidezeit des Mesozoikums. Dieser Koçali-Komplex liegt um die Dörfer Burunçayır, Güneykaş und Oyalı als graugrüne bis blau gefärbte Serpentinite. Er ist im Allgemeinen massiv und wurde durch Bäche erodiert, was zur Bildung einer zerklüfteten Topographie mit tiefen Tälern führte. Der Komplex besteht aus ophiolitischen Gesteinsgemeinschaften, die auf dem mittelozeanischen Rücken der Neotethys (Tethys) entstanden sind und sich zwischen der anatolischen und der arabischen Platte während der Trias zu bilden begannen. Auf diesem ophiolitischen Komplex lagerten sich ozeanische, partiell auch Tiefseesedimente sowie flache Karbonatformationen ab.
Eine weitere ältere Sequenz, die Sayındere-Formation, im oberen Senonium (höhere Oberkreide) gebildete klastische Karbonate eines Flachmeersediments, kommt nur in einem schmalen Gebiet zwischen den Dörfern Akdere und Çilboğaz im Osten und Nordosten von Besni vor. In einem großen Gebiet auf beiden Seiten des Akdere-Tals östlich von Besni tritt die Kestel-Formation auf mit im Liegenden grünlich-grau gefärbten Mergel-, Schiefer- und Sandsteinmaterialien und eingestreuten großen Blöcken bzw. Kies insbesondere aus dem Koçali-Komplex. Die im oberen Senon entstandene Besni-Sequenz aus Kalkstein steht im Süden und Südwesten des Landkreises an und enthält gelben Sandstein und kiesigen Kalkstein. Darüber liegt die Germav-Formation aus der Oberkreide- und dem Unterpaläozän, die während der Kreide-Tertiär-Perioden stark von lokalen geodynamischen und diagenetischen Ereignissen beeinflusst wurde. Sie zieht sich in Form klastischer Karbonate vom Süden Besnis nach Südosten und umgibt die Koçalı- und Kestel-Formationen mit Mergel, Sandstein, Schiefer und gelegentlich Kiesen marinen Ursprung. Südwestlich von Besni lagern eozäne Kalksteine der Hoya-Formation, die sich als dünner Streifen nach Osten fortsetzen. Sie bestehen aus cremebeigefarbenem, dickschichtigem, hartem und sprödem Kalkstein und Dolomiten, die steile Klippen bilden. In den Ebenen im Süden des Landkreises sowie in den Berggebieten und niederen Gebieten im Nordosten bedeckt die im Untermiozän entstandene Gaziantep-Formation sehr große Teile. Sie besteht aus Kalkstein und Mergel mit linsenartigem Kalksteineinlagen.

## Geophysische Situation

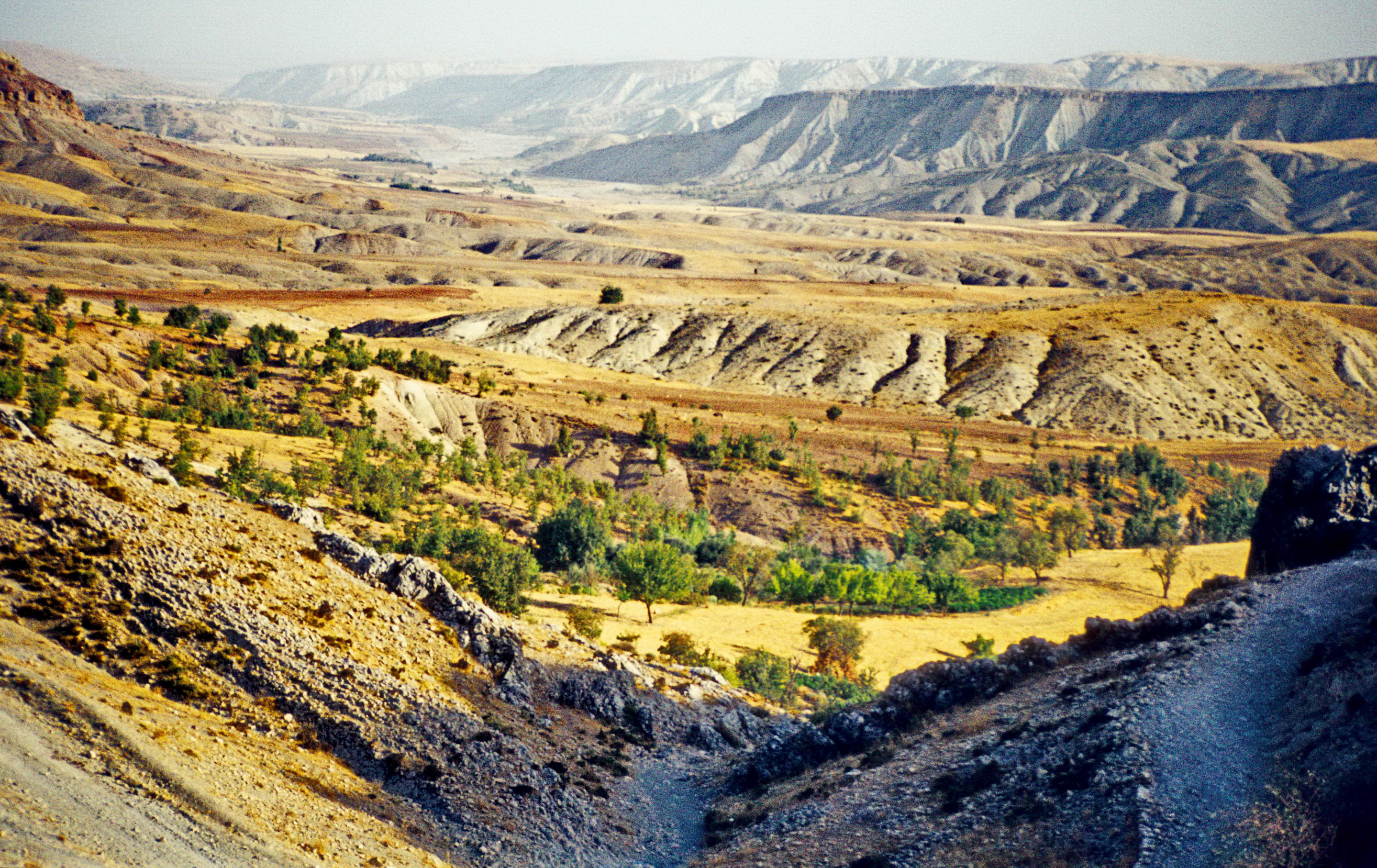
An den Talflanken des Eskiköy çayı zeigen sich markant die Erosionsrinnen in den weichen Sedimentschichten.

Man kann den Bezirk Besni geomorphologisch in drei Teile untergliedern: Im Norden und Westen erstrecken sich raue und zerklüftete gebirgige Hochplateaus, im Süden und Osten gibt es eher leicht zertalte und für die Landwirtschaft geeignete Tiefebenen, während sich zur Mitte hin ein durch die Erosion von Flüssen auffällig von Tälern durchsetztes Hügelland ausbreitet. Der Süden des Landkreises ist mit Ausnahme des Kızıldağ mit fruchtbaren Ebenen bedeckt. Im Südosten liegen die Kızılin-Ebene und die Sahantil-Ebene, im Westen die Keysun-Ebene. Der Landkreis hat erhebliche Höhenunterschiede und grenzt im Norden an den Kabirlik-Kamm, im Westen an die Gipfel und Bergrücken, die die Gewässer des Sumaklı-Tales und des Besni-Tales liefern, im Süden an die Bergrücken und Gipfel, aus denen die Wasser des Değirmen-Stroms und des südlichen Besni-Bachs stammen, sowie im Osten an die Hügel von Karagedik Tepesi und Sarıtaş Tepesi des Adıyaman-Plateaus. Die Region bildet grob eine von West nach Ost abfallende Plateaulandschaft. Den tiefsten Punkt des Landkreises bildet im Osten mit 540 m Höhe der Talgrund des Akdere Çayı und den höchsten mit 1219 m der Mevlana Tepesi im Westen. Weitere wichtige Erhebungen sind im Westen der Kara Tepe (1193 m), im Süden der Heyik Tepesi (1091 m) und der Kamilo Tepesi (1085 m), im Osten der Akçukur Tepe (804) sowie im Norden der Kaplan Tepesi (1025 m) und der Kemerkaya Tepesi (989 m).

## Besnis Hydrogeographie

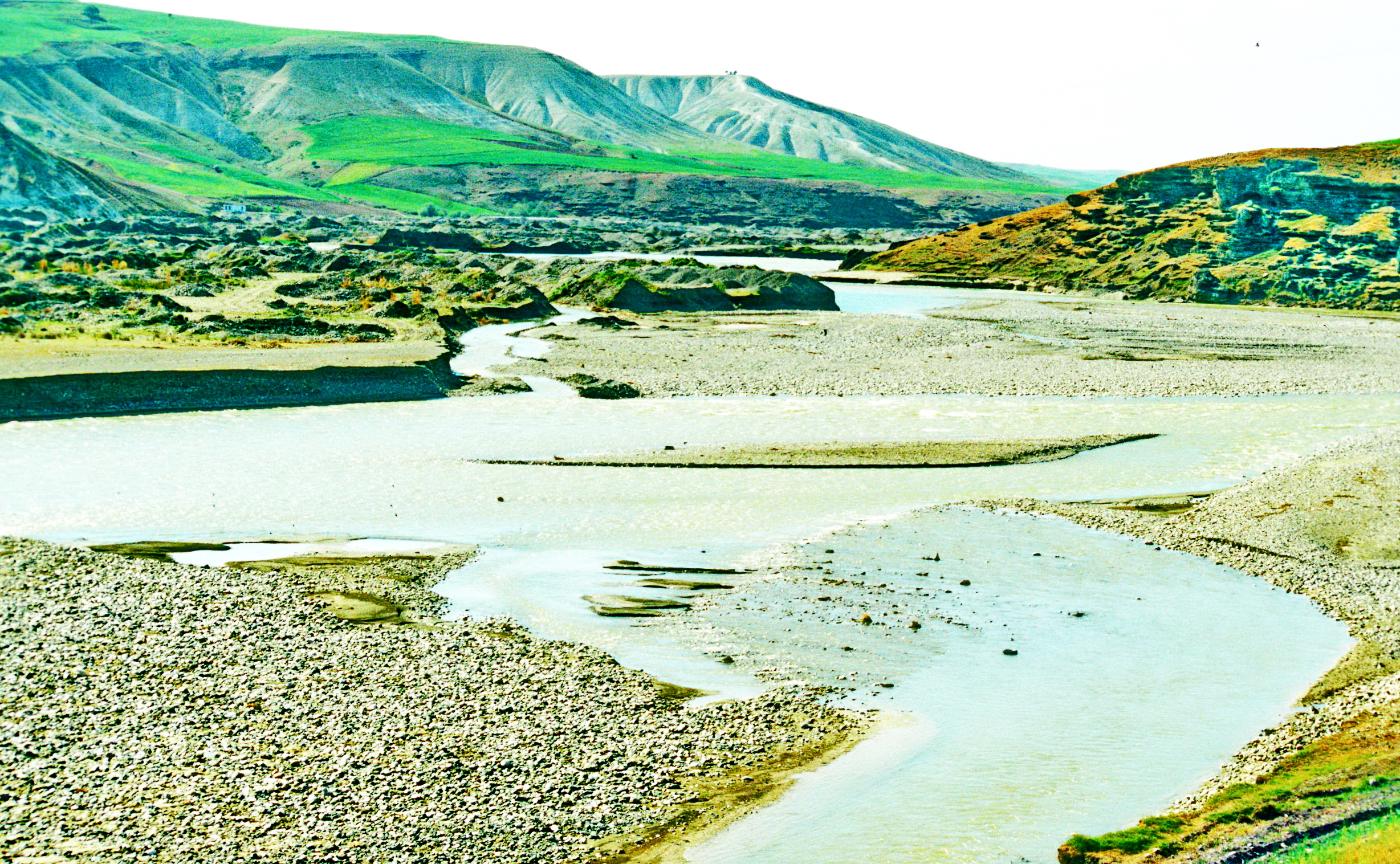
Nördlich von Şambayat öffnet sich nach einer Engtalstrecke die Talweitung des Göksu.

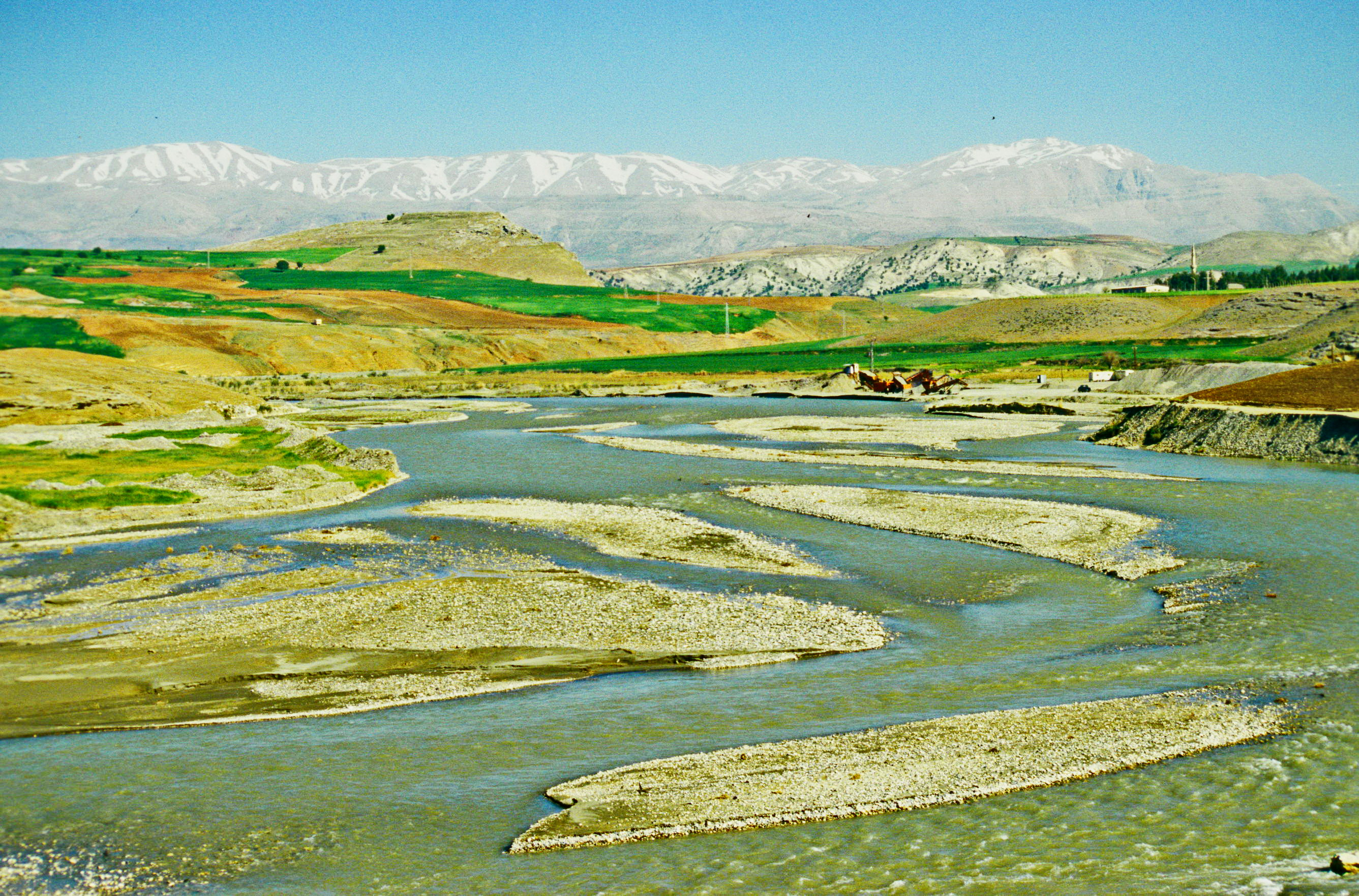
Blick in die breite Talung des Göksu südlich von Şambayat.

Die wichtigsten Gewässer des Landkreises Besni sind neben dem Vorfluter Fırat (Euphrat) der Göksu Çayı, der Keysun Çayı, der Sofraz Çayı (Değirmen Dere), der Akdere (Ağdere) mit seinen Zuflüssen Köristan Çayı, Karadere, Kurma Çayı und Çilboğaz Çayı sowie der Besni Çayı, an dem die Stadt Besni liegt. Der Göksu, wohl der bedeutendste unter ihnen, entsteht durch den Zusammenfluss zweier Bäche aus den Landkreisen Sürgü (Doğanşehir, Malatya) bzw. Pazarcık (Kahramanmaraş). Trotz seiner vielen Zuflüsse verliert er aufgrund der starken Verdunstung während der Sommerdürre einen großen Teil seines Wassers. Dennoch ist sein jährlicher mittlerer Abfluss mit 7,49 m³/sec (14,1 l/km²) hoch. Der Oberlauf reicht zurück bis ins Taurusgebirge zu den südlichen Ausläufern des Nurhak Dağı, (3081 m, bei Kahramanmaraş) und den östlichen Partien des Koçdağı (2562 m). Er nimmt den Sürgü Deresi (Kapı Deresi), einen seiner wichtigen Zuflüsse im Nordosten der Gölbaşı-Senke, auf, empfängt südlich von Şambayat die Bäche Aksu und Doyuran und vermischt sich bei Soyören mit dem Sofraz Çayı (Değirmen Çayı), ehe er unweit Kızılin in den Euphrat (Fırat) mündet. Er spielt im Sommer eine wichtige Rolle bei der Bewässerung landwirtschaftlicher Flächen, da aber kaum technische Bewässerungsmethoden angewendet werden, ist der Göksu nicht ausreichend genutzt.
Der Sofraz Çayı entspringt beim Dorf Toklu, nimmt In der Nähe von Topkapı den Keysun auf und mündet in den Göksu Çayı. Der Keysun Çayı entspringt in der Nähe von Kesmetepe im Kreis İnce und verbindet sich mit dem Tavaş Suyu und dem Çövenek Suyu zum Keysun Çayı, der bei Topkapı in den Sofraz Çayı mündet. Das Hauptgewässer der Stadt Besni ist der Besni Çayı, der von den Höhen des Yumak Tepesi (1875 m) auch durch Eski Besni fließt. Die jährliche Wassermenge des Flusses schwankt je nach Monat stark. Der Besni Çayı erreicht seine höchsten Durchflusswerte im Februar und März, wenn die Niederschläge zunehmen und der Schnee in den höheren Lagen schmilzt. In der Zeit zwischen Juni und September sinkt der Durchfluss des Baches aufgrund geringer Niederschläge und hoher Verdunstung auf sein niedrigstes Niveau. Es gibt zudem zahlreiche saisonale Gewässer, die während der sommerlichen Trockenzeit austrocknen. Alle Flüsse haben unregelmäßige Wasserführung und erreichen über den Euphrat den Persischen Golf. Noch bis vor wenigen Jahren gab es innerhalb des Landkreises keine Anlagen für künstliche Bewässerung, weder Staudämme, noch Teiche. Mittlerweile wurde das Bewässerungsprojekt Tavaş-Çövenek realisiert, mit dem 719 ha mit Wasser des Tavaş Çayı und 1276 ha mit Wasser des Çövenek Çayi bewässert werden.

## Klimatische Aspekte
Das Klima im Landkreis Besni erinnert an eine Mischung aus kontinentalem und mediterranem Klima. Aufgrund der Höhenlage von 1050 Metern sind die Winter kalt, die Sommer dagegen moderat heiß und trocken. Einer der Hinweise auf mediterrane Klimaeinflüsse sind die Olivenkulturen vor allem in den Dörfern im Süden. Auch für die Kultivierung der über die Regionsgrenzen bekannten „Besni-Traube“ (Besni Üzümü) spielt das dortige Klima offenbar eine entscheidende Rolle: 2017 wurden von 104 Produzenten in 26 Dörfern mit intensivem Weinanbau im Bezirk Besni – neben der Bodengüte – die geeigneten Klimabedingungen (47,1 %) als wichtigster Grund für den Anbau dieses ertragreichsten Produktes genannt, das vor allem bei den Dörfern Suvarlı, Çorak, Karalar, Yayıklı, Sarıyaprak, Pınarbaşı, Beşkoz, Burunçayır und Oyalı erzeugt wird.
Die durchschnittliche Jahrestemperatur in Besni (930 m Höhe), beträgt knapp 16 °C, und die jährliche Niederschlagsmenge liegt bei etwa 636 mm (Langzeitmessung). Nach den Ergebnissen der zwischen 1965 und 1995 aufgezeichneten Werte betrug die durchschnittliche jährliche Niederschlagsmenge allerdings 867,3 mm, Während die Niederschlagsmenge im Winter aufgrund der hohen relativen Luftfeuchtigkeit hoch ist, ist sie im Sommer wegen der hohen maximalen Luftfeuchtigkeit und niedrigen relativen Luftfeuchtigkeit recht gering. Die Frühjahrsregen, die in im Volksmund als „42. Regen“ bezeichnet werden, sind für die landwirtschaftlichen Aktivitäten im Landkreis Besni von großer Bedeutung. Laut Langzeitbeobachtungen fällt der meiste Niederschlag im Kreis Besni in der Wintersaison mit 50,8 % (440,9 mm), weil Luftmassen vom Mittelmeer auf das südöstliche Taurusgebirge treffen und dort reichlich Niederschläge auslösen. Nach dem Winter fällt die höchste Niederschlagsmenge im Frühjahr mit 27,8 % (241 mm), wenn starke Fronten aus dem Westen des Mittelmeers in die Region gelangen. In der Sommersaison fallen mit 3,1 % (27,3 mm) die geringsten Niederschläge. 18,2 % (157,9 mm) des Niederschlags fallen in der Herbstsaison. Es regnet im Kreis Besni durchschnittlich an 72 Tagen im Jahr, zumeist im Januar (11,5 Tage), dagegen im September (0,35 Tage) nicht einmal an einem halben Tag. Mit dem Bau des Atatürk-Staudamms (1983–1992) hatte sich das Klima im Landkreis gegenüber früheren Messungen spürbar verändert: Luftfeuchtigkeit sowie Niederschlagsmengen hatten zugenommen. Nach kurzfristigen Beobachtungsergebnissen der letzten Jahre (2020–2024) allerdings nahm die Zahl der Regentage zwar zu, die Regenmenge jedoch ab. Demnach war zwischen 2014 und 2020 ein deutlicher Rückgang der jährlichen Niederschlagsmengen auf 636,58 mm zu erkennen, was auf einen deutlichen Klimawandel hinzuweisen scheint.
Mit der Ausdehnung sibirischer Hochdruckgebiete kommt es im Winter in der Region auch zu Schneefällen, zumeist im Januar und Februar. Die Verweildauer des Schnees ist allerdings kurz, da die Temperaturen tagsüber meist auf über 0 °C steigen und der Schnee in kurzer Zeit schmilzt. Die durchschnittliche Anzahl der Schneetage beträgt 10,5 Tage. Der mögliche Schneefall beginnt im November und dauert bis Mai. Die höchste Anzahl an solchen Vorkommnissen hat der Januar mit 4,48 Tagen. Zwischen Juni und Oktober fällt kein Schnee. Die Schneedicke kann allerdings mancherorts 1 Meter erreichen und dort durchschnittlich 55 Tage lang liegenbleiben. Der erste Frosttermin ist  Ende November zu erwarten und der letzte Ende März bzw. Anfang April. Diese Situation ermöglicht ein langes Wachstumsfenster für Pflanzen. Im Winter und Frühling steht die Region unter dem Einfluss von Fronten aus dem zentralen Mittelmeer, die mit Niederschlägen über den Hatay-Maraş-Graben in die Region gelangen und an den Südhängen der östlichen Taurus-Berge bis April andauern. Im Sommer gelangt trockene und heiße Luft des Basra-Tiefdruckzentrums in die Region, so dass die Sommertemperatur stark ansteigt. Aufgrund der niedrigen relativen Luftfeuchtigkeit sind die inneren Teile der Region im Sommer überhitzt und im Winter relativ kühl.
Die langjährige Jahresmitteltemperatur (1965–1995) liegt bei 15,9 °C, wobei die Durchschnittstemperatur im Winter nicht unter 0 °C fällt. Die niedrigsten Temperaturmittel werden im Januar beobachtet (3,2 °C). Ab Januar steigt die Temperatur, da die Auswirkungen des Hochdruckgebiets in der Region nachlassen. Die höchsten Durchschnittstemperaturen wurden im August beobachtet (28,9 °C). Ab diesem Monat sinken sie und erreichen im Dezember 5,3 °C. Die Höchsttemperaturen in den Sommermonaten hängen von der Sonnenscheindauer, dem Einfallswinkel der Sonnenstrahlen und der Wirkung trockener Südwinde ab. Die trockenen Sommermonate und der Einfluss der Kontinentalität führen zudem zu Temperaturunterschieden zwischen Tag und Nacht. Die heißesten Perioden im Jahr liegen zwischen Juni und September. In diesem Zeitraum liegt die Durchschnittstemperatur über 24 °C. Der Maximaltemperaturdurchschnitt im Kreis Besni beträgt 20,2 °C. die niedrigste Jahresdurchschnittstemperatur 11,7 °C. Die höchste monatliche Durchschnittstemperatur wird im August mit 34,2 °C erreicht, die niedrigste im Januar fällt mit 0,5 °C nicht unter 0 °C. Der Temperaturunterschied zwischen Winter- und Sommerperioden ist nicht groß, was darauf hindeutet, dass in dem Gebiet ein gemäßigtes kontinentales Klima herrscht. Da hohe Sommertemperaturen die Verdunstung erhöhen, sind die Sommer recht heiß und trocken.

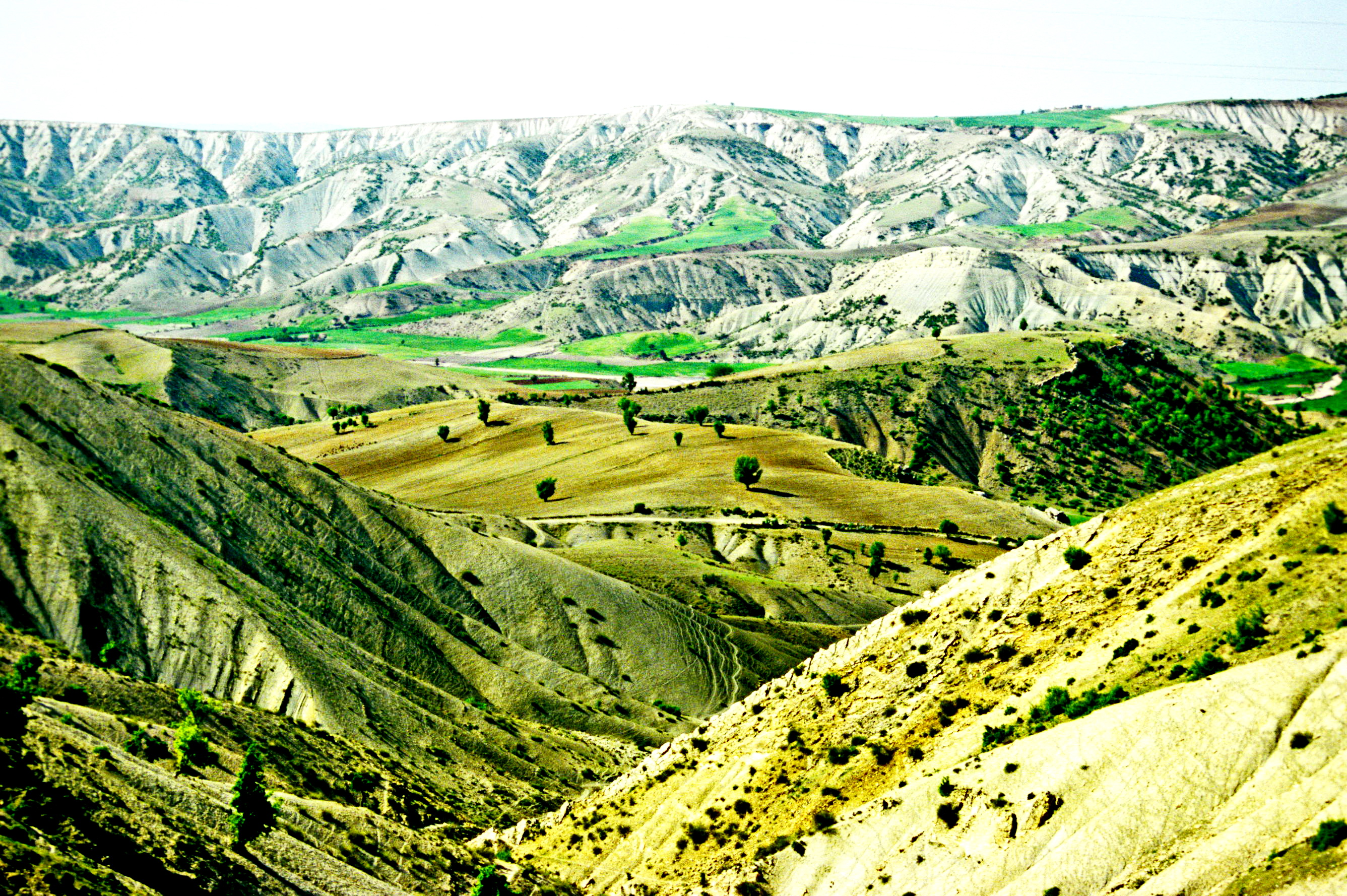
Blick in die Talschaft des Besni Çayı bei Besni im Frühjahr.1984

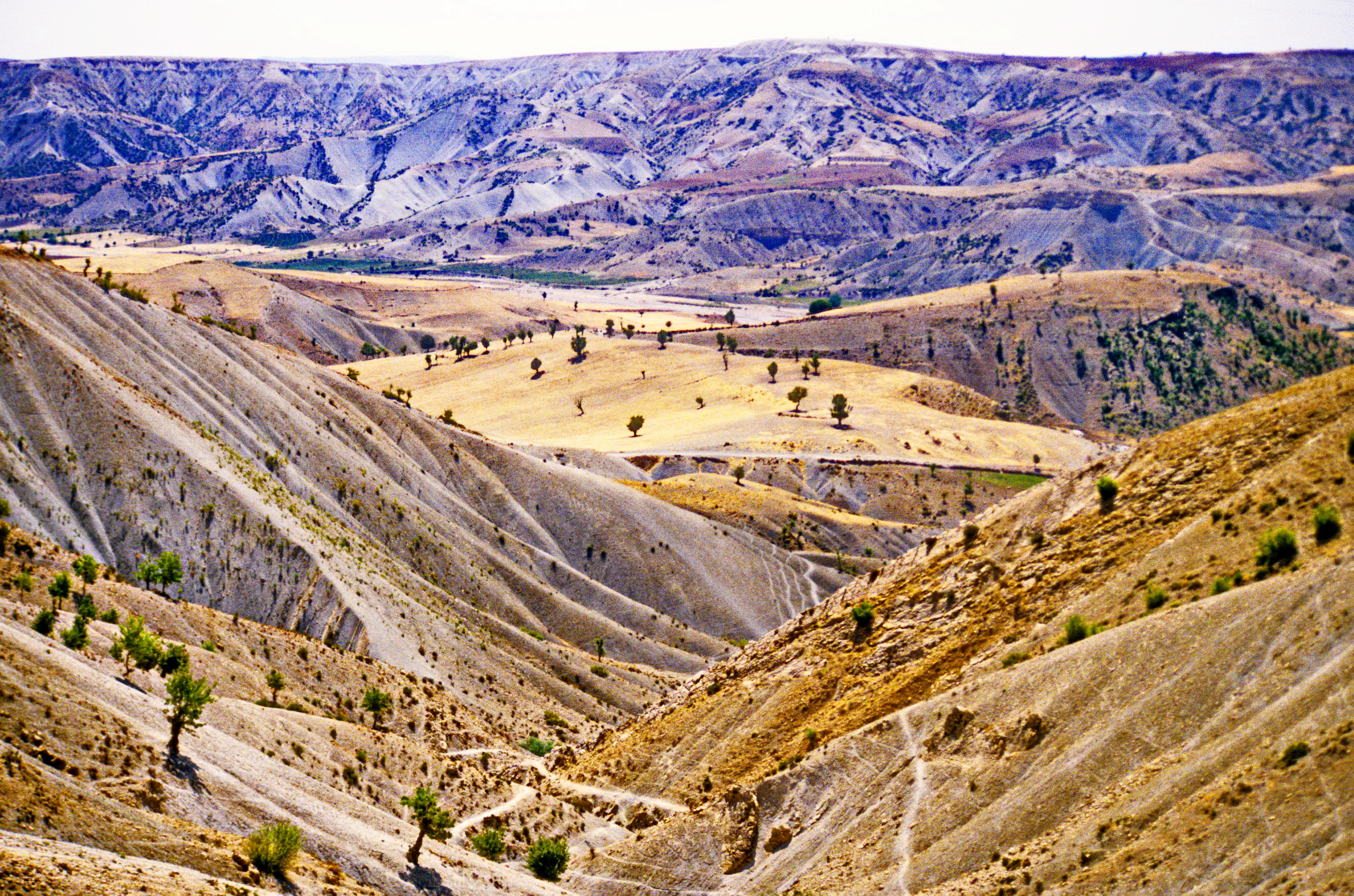
Blick in die Talschaft des Besni Çayı bei Besni im Herbst 1987.

Besni erlebt im April und Mai eine 61 Tage dauernde Frühlingssaison, wenn die durchschnittliche monatliche Temperatur im Bezirk zwischen 10 und 20 °C liegt. Die Monate Juni, Juli, August und September, in denen die durchschnittlichen Temperaturen über 20 °C liegen, entsprechen der Sommersaison und dauern etwa 122 Tage. Die Monate Oktober und November, wenn die Temperaturen zwischen 20 °C und 10 °C erreichen, entsprechen der Herbstsaison und dauern 61 Tage. Die Zeit von Dezember bis März, in der die Durchschnittstemperatur unter 10 °C liegt, bildet die Wintersaison und dauert zumeist 121 Tage.

## Vegetationsmerkmale
Die langen und trockenen Sommermonate ermöglichen den Landwirten, Produkte anzubauen, die der Sommerdürre standhalten und Wärme lieben, wie zum Beispiel Baumwolle, Erdnüsse und Weintrauben. Das gilt auch für diverse Vertreter potentieller natürlicher Vegetation, aber obwohl natürliche Baumgesellschaften in der Region durchaus vorkommen, hat anthropogener Raubbau über längere Perioden vor allem die Waldvegetation in der Region stark dezimiert. Dass Wälder im Kreis Besni durchaus zum natürlichen Bewuchs gehören, zeigt sich anhand von lokalen Veranstaltungen, wie „Orman Benim“ (Der Wald gehört mir) im Waldgebiet Taşlıyazı bei Besni. Während auf den Hochebenen und Bergländern des Landkreises noch Eichengesellschaften vorkommen, findet man in den Flachlandgebieten zumeist anthropogen bedingte Steppen, die durch die Zerstörung von Eichengesellschaften entstanden sind. In diesen Steppenformationen wurde im Landkreis zwischen 2018 und 2023 bei Untersuchungen zu Lebensräumen, Artenvielfalt und Bedrohung von Geophyten (mehrjährige krautige Pflanzen) 130 Arten und Unterarten aus 29 Familien und 59 Gattungen identifiziert. 3,07 % davon gehörten zur Klasse der Pteridophyta (Gefäßsporenpflanzen oder Farnartigen Pflanzen), 23,07 % zur Klasse der Magnoliopsida (Dikotyledonen/Zweikeimblättrige) und 73,84 % zur Klasse der Liliopsida (Monokotyledonen/Einkeimblättrige). 36,15 % der Geophyten haben Zwiebeln, 30,76 % Röhren, 23,84 % Erdsprossen (Rhizom) und 9,23 % Knollen. 43,07 % der Taxa sind iranisch-turanisch, 13,07 % östlich-mediterran, 9,23 % mediterran und 4,61 % europäisch-sibirisch. Den höchsten Anteil der Pflanzenfamilien mit den meisten Taxa im Kreis Besni bilden mit knapp 17 % Spargelgewächse (Asparagaceae), Orchideen (Orchidaceae 13,84 %), Schwertliliengewächse (Iridaceae 8,46 %), Hahnenfußgewächse (Ranunculaceae 8,46 %), Amaryllisgewächse (Amaryllidaceae 8,46 %) und Liliengewächse (Liliaceae 7,69 %). Die Gattungen mit den meisten Arten sind Ranunculus (Hahnenfuß, 9 Arten), Allium (Lauch, 9), Ophrys (Ragwurz. 7), Ornithogalum (Milchstern, 6), Crocus (Krokos, 5) und Colchicum (Herbst-Zeitlose, 5). Die Geophytenarten sind größtenteils auf Höhen zwischen 700 und 900 m verbreitet und blühen mit Winter-, Frühlings- und Herbstregen (81,81 % im Frühling, 9,09 % im Herbst, 8,48 % im Winter). Der Anteil an endemischen Taxa beträgt 12,30 %. Insgesamt 9 Taxa sind weltweit vom Aussterben bedroht. Die Bedrohung der Geophyten oder ihrer Lebensräume erfolgt zumeist durch anthropogene Einflüsse: Landwirtschaft (Überweidung, Überernte), Abholzung, Industrie, Urbanisierung, Straßenbau und Tourismus. Zieht man zur Bestimmung der entsprechenden klimatischen Voraussetzungen die Formel von Sırrı Erinç und/oder Charles Warren Thornthwaite zu Rate, wird klar, dass die Niederschläge bei einem Niederschlagseffizienzindex von 26,3 im Kreis Besni durchaus ausreichen, und dass Besni zu den halbfeuchten Klimaregionen der Türkei gehört.
Nach der Thornthwaite-Formel zeigt sich, dass im Bezirk Besni ab November mehr Niederschläge fallen, als verdunsten und sich Wasser im Boden ansammelt. Ab Mitte Oktober übersteigt der Niederschlag die potenzielle Evapotranspiration (ETP,) und der Boden ist nach diesem Monat mit Wasser gesättigt. Die ausreichende potenzielle ETP dauert bis Ende April. Im Zeitraum zwischen Juni und Oktober kommt es zu Wassermangel im Boden. Deshalb wachsen dort Pflanzen, die gegen Sommertrockenheit resistent sind. Darüber hinaus werden für die Landwirtschaft Sonderkulturen bewässert oder alternativ nach natürlichen Bedingungen Produkte wie Weizen und Gerste angebaut. Das Besnigebiet ähnelt nach dem Thorntwaite-Index dem halbfeuchten Klima mittlerer Temperatur, somit dem kontinentalen Klima C2, B'2, s2, b'2, wobei der Wassermangel sehr stark im Sommer auftritt.

## Einblicke in die Geschichte Besnis
Die ersten Siedlungen im Landkreis Besni befanden sich vermutlich im Bereich des Değirmen Çayı und rund um die Burg Besni. Die Spuren erster Bewohner dort reichen bis in die Zeit zwischen 4000 und 3500 v. Chr. zurück. Nach Meinung der meisten Wissenschaftler waren diese Menschen Akkadier, die bei noch primitiven Lebensbedingungen aus Mesopotamien und den Euphrat-Talregionen kamen und die Klippen des Değirmen Çayı-Tales als eine Art Verteidigungsort wählten, um sich vor Feinden zurückzuziehen und dem Druck anderer Gemeinschaften zu entkommen. Sie gerieten später unter die Herrschaft der Hethiter.  Auffällig ist die Häufung prä- und protohistorischer Siedlungshügel (Höyük) vor allem in den südlichen und südöstlichen Bereichen des Landkreises, wo sich zwischen kleinen Berg- und Felsgebieten größere Ebenen ausbreiten. Besonders die Ovas von Keysun (Çakırhöyük) und Fal mit intensiver Landwirtschaft und den wichtigsten Wasserressourcen des Bezirks Besni sind dicht mit derartigen Tells durchsetzt. Hier wurden zwischen 2013 und 2014 von insgesamt 29 alten Siedlungsplätzen 23 bereits bekannte und 6 neue Höyük untersucht. Dabei zeigten einige Keramiken, die auf das Ende des 3. Jahrtausends v. Chr. datiert wurden, dass die Besni-Region mit dem nordsyrischen Kulturraum verwandt ist. Ebenso wurden Gefäßfragmente aus der mittleren Bronzezeit II gefunden. Offenbar war hier mindestens seit der Jungsteinzeit ein Siedlungsgebiet und reich an Feuersteinvorkommen für eine intensive Industrie entsprechender Werkzeuge, die in fast jedem Hügel zu finden sind.

### Besni in der frühen Antike
Das bisherige Wissen über die frühe Geschichte Besnis, seines Umlandes und seiner Gründung ist äußerst dünn. Die ältesten Informationen liefern assyrische Annalen, wonach Besni, das damals unter hethitischer Oberhoheit stand, ab dem 9. Jahrhundert v. Chr. in den militärischen Einflussbereich der Assyrer geraten sein dürfte. Besni, in der Region des eisenzeitlichen Reichs von Kummuḫ (Kommagene) gelegen, zahlte im 9. Jahrhundert v. Chr. Steuern an die Assyrer. Im 8. Jahrhundert v. Chr. nutzten die Urartäer den Machtverlust der Assyrer aus und organisierten Expeditionen nach Westen, um ihre Souveränität in der Region auszubauen. Als Ergebnis ihrer militärischen Streifzüge nach Kommagene besiegten sie den König von Kummuh (urartäisch Qumaḫa), besteuerten ihn und schlossen ihn in ein Bündnis gegen die Assyrer ein. Als jedoch Tukulti-apil-Ešarra III. als Herrscher die Macht des assyrischen Staates wieder festigen konnte, begann erneut ein assyrisch-urartäische Kampf um die Vorherrschaft. 742 v. Chr. kam es in den Ländern von Kummuh in der Region Kishtan (das heutige Keysun) und Halpa (wahrscheinlich Gölbaşı) zwischen den Assyrern und Urartäern zu einer Schlacht bei Kishtan. Die Siedlung Parala bei den Ruinen von Eski Besni, ein Ort, der damals zu den urartäischen Ländern zählte, gewann während des Krieges an Bedeutung. Die Region Kummuh, in der auch dieser Vorläufer von Besni lag, wurde 708 v. Chr. eine Provinz der Assyrer. Nach dem Archäologenteam um Turgut H. Zeyrek grenzte die damalige Kommagene-Region mit den rezenten Provinzen Gaziantep, Kahramanmaraş und Adıyaman einschließlich Besni an das antike Kilikien und Kappadokien. Danach schweigen greifbare Quellen für längere Zeit.

### Besni in hellenistisch-römischer Zeit
Alexander der Große muss während seiner Eroberungszüge, die 334 v. Chr. in Anatolien begannen und Ägypten, Mesopotamien und den Iran umfassten, auch Besni unter seine Herrschaft gebracht haben. Als nach seinem Tod sein Staat zersplitterte, kam die geographische Region Kommagene einschließlich Besni unter die Herrschaft der Seleukiden, einer der Diadochen-Staaten hellenistischer Kultur. Unter Ptolemaios von Kommagene wurde die Region 163 v. Chr. von den Seleukiden unabhängig und das Königreich Kommagene gegründet. Aus diversen monumentalen Werken, wie den beiden Tumuli, der Dexiosisstele und einer Inschrift über Mithridates II. von Kommagene bei Sofraz und Sesönk südlich von Besni geht hervor, dass die Region während der Kommagene-Zeit ein bedeutender Platz war. Aufgrund der anhaltenden römischen und parthischen Konflikte wurde es für Kommagene allerdings schwierig, als Pufferzone zwischen diesen beiden großen Staaten unabhängig zu dienen. Deshalb wurde sie nach dem Tod Antiochos’ III. (17 n. Chr.) in das Römische Reich eingegliedert. Unter Antiochos IV. (Antiochos IV. Epiphanes) erreichte Kommagene nochmals Unabhängigkeit, verlor diese allerdings 72/74 n. Chr. v endgültig als Teil der römischen Provinz Syria. Die Armee des römischen Statthalters Syriens besetzte Samsat (Samosata) und annektierte zugleich den Landstrich seiner eigenen Provinz, zu dem auch Besni gehörte. Rom übertrug den Legionen den Schutz der Ostgrenzen, denn Kommagene blieb weiterhin ein Landstrich, den die Römer mit größter Anstrengung unter ihrer Kontrolle halten wollten. Deshalb stellten sie, als sie die Provinz Syria 194–195 n. Chr. verwaltungspolitisch weiter aufteilten, in jede Einheit eine Legion, hielten es aber für notwendig, zwei Legionen in Kommagene zu stationieren, denn auch in römischer Zeit galt die Stadt Octacuscum am Platz von Eski Besni als besondere regionale Zwischenstation für Handel und Transport, Samosata und Zeugma dienten dabei für die Region als Tore nach Osten und Westen.
Octacuscum (Bahasna, Eski Besni) befand sich aufgrund seiner geografischen Lage an einem strategisch wichtigen Verkehrsknoten im Südosten Anatoliens, wo sich das  Taurus-Gebirge bogenförmig in Südost-Nordwest-Richtung erstreckt und südöstlich vom Euphrat begrenzt wird, damit also an einem wichtigen Übergangspunkt des Straßennetzes zwischen Ost und West. So erklärt sich auch, dass die wichtigen Handels- und Transportwege der Region seit der Zeit der assyrischen Kolonien und während der persischen, hellenistischen und römischen Zeit fast immer über Besni (Octacuscum) verliefen. Während der Seleukidenzeit führten die Straßen von Samsat (Samosata) nach Tarsus (Tarsos), Dülük (Doliche), Maraş (Germanicia Caesarea) und Antakya (Antiokheia) durch Besni (Bahasna). Die Stadt war seit dem 1. Jahrhundert n. Chr., als die Römer ein ausgedehntes Straßennetz in der Region errichteten, das strategische Zentrum der Straßen in Richtung Germanica (Maraş) – Zeugma – Edessa (Urfa) nicht nur für militärische Zwecke, sondern auch als Transitpunkt für Handelskarawanen und damit ein geeigneter Ort für reiche kulturelle, kommerzielle und politische Beziehungen.

### Besni im frühen Mittelalter
Der politische Grenzraum in Südost-Anatolien/Obermesopotamien, der seit der Antike als Konfliktregion zwischen den östlichen und westlichen Staaten gegolten hatte, verschob sich während des Byzantinischen Reiches nach Westen bis zum Taurusgebirge. Byzanz, das seit dem 6. Jahrhundert n. Chr. mit den Sassaniden dort zu kämpfen hatte, wurde seit Mitte des 7. Jahrhunderts mit Angriffen der muslimischen Araber konfrontiert. Als deren Eroberungen in Obermesopotamien zunahmen, bildeten Besni (Octacuscum/Bahasna) und seine Umgebung eine Festung an der byzantinischen Ostgrenze. Besni wurde während der Zeit Umars (Omar, ʿUmar ibn al-Chattāb) von Muslimen besetzt und nach der Eroberung von Maraş zu einer der wichtigen Verteidigungsburgen in der byzantinisch-arabischen Grenzregion, die als Thughur (al-ʿAwāsim, Grenzland) bezeichnet wird. Besni blieb seitdem bis zur Seldschukenzeit zusammen mit der wichtigen und befestigten Stadt und Burg Keysun Kalesi (Çakırhüyük, Kishtan, Kiştan bzw. Cesum/Nisus) eine verbundene Festung, wo sich vor allem ab Beginn des 9. Jahrhunderts arabische Stämme der Rebî’a und Muzar um Besni und Keysun niederließen und zur dominierenden Macht in der Region aufstiegen. Diese Stämme spielten zwischen 809 und 813 eine aktive Rolle im Kampf um den Thron von Emin und Me'mun, den Söhnen des abbasidischen Kalifen Harun Rashid. Die Region wurde lange Zeit von Mudar- und Rebi'a-Arabern, Anhängern Emins, und ihrem Anführer Nasr b Shabas al-Ukayli als Zentrum der Opposition und des Widerstands gegen Ma'mun genutzt.
Von der Mitte des 9. bis zur Mitte des 10. Jahrhunderts n. Chr. organisierten byzantinische Armeen Feldzüge zur Rückeroberung der Region. So zerstörte die Armee des byzantinischen Kaisers Basileos I. 877 Keysun und seine Umgebung. Im 10. Jahrhundert gerieten mit der Schwächung der Abbasiden Mossul, Diyarbakir und Aleppo unter die Herrschaft der Hamdaniden. Besni, während der Hamdanidenzeit befestigte Grenzburg, wurde Mitte des 11. Jahrhunderts (1084 oder 1085) durch Bardas Fokas, den Kommandeur der byzantinischen Ostarmeen, zusammen mit Maraş, Göynük und Keysun aus den Händen des hamdanidischen Emirs von Aleppo, Sayfü 'd-Devle, zurückerobert. Nachdem Besni (Bahasna) mehr als ein Jahrhundert lang (135 Jahre) zumeist unter byzantinischer Kontrolle gestanden hatte, kam es unter die Herrschaft muslimischer Türken.

### Besni zur Zeit der Kreuzfahrer und Seldschuken
Besni/Behesni, das H338/949 von den Byzantinern erobert worden war, geriet im letzten Viertel des 11. Jahrhunderts unter muslimische Herrschaft, als die Seldschuken auf der Bühne der Geschichte auftauchten. Besni bewahrte seine strategische Bedeutung auch während der Seldschukenzeit an der Kreuzung der Straße von Inneranatolien nach Syrien, von Aleppo via Kayseri oder Konya und Ankara nach Istanbul (Konstantinopel). Die Karawansereien von Çavlı (bei Çoklhan/Afşin), Ashab-ı Kehf (bei Elbistan), Kemaleddin Hanı (Dogansehir/Adiyaman), Kuru Han (Altınelma/Afşin) und Zilli Han (bei Elbistan) an der Straße von Kayseri nach Besni wurden von den Rum-Seldschuken erbaut. Behesni gehörte zu den Orten, die von Emir Buldacı erobert wurden, einem der Kommandeure Süleymanschahs I., der H477/1085 nach der Einnahme von Antakya viele Städte und Burgen im Ceyhan-Becken unterworfen hatte. Nach dem Sieg von Manzikert waren türkische Stämme mit drei Zweigen, saka-skythischen Varsak, Avşar-Turkmenen und tscherkessischen Stämmen, in die Region Besni eingedrungen. Emir Buldacı annektierte zudem die Region Maraş und unterbrach damit Verbindungen der Kleinarmenier mit Byzanz. Während des Ersten Kreuzzugs im Jahr 1098 wurde das Gebiet zurückerobert, fiel in die Hände der Kleinarmenier und blieb bis 1144 unter ihrer Kontrolle. Mittlerweile wurde diese Zone zu einem Konfliktgebiet zwischen Armeniern, Kreuzfahrern, Seldschuken, Ortoqiden und Ayyubiden und wechselte mehrfach den Besitzer. Die Byzantiner übergaben damals die Verwaltung der Stadt Besni dem Armenier Kogh Vasil, einem einflussreichen Christen vor Ort mit dem Spitznamen Vasil der Dieb, der mit Hilfe der Kreuzfahrer dort einen kleinen Staat gründete, indem er 1082 Besni sowie die nahe gelegenen Städte Keysun, Raban (Araban) und Rumkale eroberte. So machte er das Gebiet zwischen Maraș und Euphrat zum kleinarmenischen Herrschaftsraum. Kogh Vasil regierte seinen Staat zwischen 1082 und 1112 von Keysun aus, knüpfte gute Beziehungen zu den Kreuzfahrern und festigte seine dortige Dominanz. Sein Einfluss erreichte Urfa und unterstützte dort den Kreuzfahrer Graf Baudouin II. Als allerdings 1112 ein von den Kleinarmeniern in Urfa geplantes Attentat aufgedeckt wurde, deportierte Baudouin II. alle Armenier nach Samsat. Kogh Vasils Nachfolger in Besni, Vasil Dgha, bat den Herrscher von Mossul, Aksungur al-Porsukî, um Hilfe gegen die Kreuzfahrer. Gleichzeitig rückte der Kreuzfahrer Graf Tancrede aus Antiochia 1113 (vermutlich 1112, Regent, Tankred von Antiochia) mit einer Armee in Richtung Keysun vor, eroberte Raban und gab die von ihm eingenommenen Orte an den früheren Herrscher Vasil Dgha zurück, ehe er nach Antakya zurückkehrte. Baudouin II. erklärte daraufhin Vasil Dgha den Krieg und machte sich 1116 auf den Weg nach Keysun. Er traf mit dem armenischen Richter von Raban/Araban eine Vereinbarung, ihm Vasil Dgha auszuliefern. Der Raban-Richter lud den Keysun-Richter unter einem Vorwand ein, verhaftete ihn und übergab ihn an Graf Baudouin. Im Austausch für seine Freilassung und die Erlaubnis, ins Exil nach Istanbul zu gehen, verkaufte Vasil Dgha seinen kleinen Staat an die Kreuzfahrer. So kamen Besni und Keysun unter die Verwaltung des Kreuzfahrergrafschaft Urfa (Edessa).

### Die Zengiden in Besni
Als der Ortoqide Ilgazi, Emir eines oghusischen Herrscherhauses [mit urbanen Zentren in Mardin, Silvan (Martyropolis/Tigranocerta bei Diyarbakır), Hasankeyf und Chartpert (Harput/Elazığ)], 1121 einen Feldzug nach Urfa unternahm, sammelte Graf Joscelin I. aus Edessa (Urfa) Soldaten in Raban und Besni, zog gegen den Ortoqiden und fügte dessen Armee große Verluste zu. Danach blieben Besni und Umfeld noch eine Weile unter der Herrschaft der Kreuzfahrer, die die Stadt zusammen mit Keysun der Grafschaft Maraș anschlossen. In den 1130er Jahren war das Besni-Gebiet, insbesondere Keysun, den Überfällen des Zengiden-Emirs Savar aus Aleppo, des Danischmenden-Emirs Mahmud (Muhammed/Malik Mehmet Ghazi) und des türkischen Befehlshabers Afşin ausgesetzt und diente zudem als Schauplatz von Konflikten zwischen Gergers kleinarmenischem Herrscher Michail und den Kreuzfahrern. Nach Angaben von Matthias von Edessa (Urfalı Mateos) belagerte der Danişmendidenfürst Mahmud während der Erntezeit 1137 erfolglos den Ort Keysun, zog sich allerdings nach Verwüstung der Umgebung rasch und mit reicher Beute zurück, nachdem er die Nachricht vom Anmarsch der byzantinischen kaiserlichen Armee erhalten hatte. Ein Jahr später gelang es dem Ortoqiden-Emir Fahreddin Kara Aslan aus Hasankeyf, den Ort Raban von den Armeniern einzunehmen und Keysun niederzubrennen.
Während Besni bis 1149 ein Teil der christlichen Kreuzfahrer-Herrschaft Maraș blieb, kam es in dieser Zeit zu zahlreichen Zuzügen von Turkmenen in die Region Keysun und Besni. Nach dem Tod des letzten Kreuzfahrerherrschers Renaud im Krieg gegen den syrischen Herrscher Nureddin Mahmud (Nur ad-Din Zengi) geriet Besni zusammen mit allen Gebieten wieder unter die Kontrolle der Kreuzfahrer-Grafschaft Edessa (Urfa). Allerdings verlor der dortige Fürst Graf Joscelin II. 1150 seinen Kampf gegen die anatolischen Seldschuken, Zengiden und Ortoqiden aus Hasankeyf. Er wurde gefangen genommen und sein Land unter den Siegern geteilt. Kılıç Arslan II., der 1144 von seinem Vater Sultan Mesud I. zum Melik (Herrscher) von Elbistan ernannt worden war, hatte ebenfalls erfolgreiche Kriege gegen die Kreuzfahrer geführt und schaffte es, die Städte und Burgen von Maraş, Farsab (Merzuban Kalesi, Hurman Kalesi, Rumman Kalesi bei Dağlıca/Kreis Afşin), Göksun, Besni, Ayıntâb, Keysun und Raban/Araban von ihnen zu erobern. Besni fiel damit an die anatolischen Seldschuken unter Sultan Mesud I., der persönlich an der Spitze seiner Armee gekommen war, um die genannten Städte und Burgen in Empfang zu nehmen. Der Sultan überließ die Verwaltung von Besni und den oben genannten Orten seinem Sohn Kılıç Arslan, der allerdings in Elbistan residierte. Die Dominanz der anatolischen Seldschuken in Besni hielt nicht lange an, und es kam zu wechselvollen Streitigkeiten zwischen Seldschuken und Zengiden. 1155 nutzte Nureddin Mahmud, der Atabey (Atabeg = Führer) der Zengiden, Unruhen in Anatolien nach dem Tod von Sultan Mesud I. und eroberte bis 1160 die oben genannten Burgen, darunter auch Besni, und überfiel 1162–1163 erneut seldschukische Gebiete.
Im Jahr 1156 hatte Stephan (Stepan), der Bruder des kleinarmenischen Königs Toros II. (Residenz in Sisium/Sis/Kozan), die Stadt Behesni von türkischen Stämmen eingenommen und sie dem armenischen Königreich Kilikien (Kleinarmenien) eingegliedert. Die Region gehörte später zu Westarmenien, und Besni war im Mittelalter überwiegend von Armeniern bewohnt. Unter Sultan Mesud II., dem Nachfolger von Sultan Mesud I., organisierte Kılıç Arslan II. 1158 und 1173 Feldzüge in die Maraş-Region, um die von Nureddin Mahmud eingenommenen Orte zurückzuerobern und Exzesse gegenüber den Armeniern in der Region zu ahnden: In der Zwischenzeit (1159–1160) hatte der von den Zengiden ernannte Regent in Besni begonnen, Christen (vor allem Armenier) und andere Nichtmuslime zu misshandeln und ihre Geistlichen und Würdenträger zu unterdrücken. Einige Armenier, die die ihnen zugefügte Misshandlung nicht länger ertragen konnten und viel mehr Steuern zahlen mussten, kontaktierten oben genannten Stephan, der die betroffenen Armenier zu sich einlud. Daraufhin flohen die meisten Menschen aus der Stadt Besni zum kleinarmenischen König. Längere Zeit gingen die Auseinandersetzungen um die Souveränität in der Region Maraş/Besni zwischen Seldschuken und Zengiden weiter, denn Nureddin Mahmud nutzte zusätzliche Zwistigkeiten zwischen Seldschuken und Danischmenden aus, so dass die Kontrolle über Besni etwa zwanzig Jahre lang zwischen Zengiden und anatolischen Seldschuken wechselte. Nach einem Feldzug Nureddin Mahmuds nach Anatolien 1173 kam Besni endgültig zum Territorium der Zengiden. Diese allerdings wurden bald durch eine syrische Seitenlinie der Ayyubiden ersetzt, einem der Staaten, die infolge des Staatszerfalls nach Saladin entstanden waren.

### Besni unter den Ayyubiden
Während der Herrschaft von Melik Zahir (as-Zahir Ghazi, Sohn Saladins), dem ayyubidische Gouverneur und Herrscher von Aleppo, war Besni unter ayyubidischer Kontrolle und wurde von einem Verwalter namens Necmeddin Altunbuğa regiert. Als Melik Aziz (al-Aziz Muhammad), der erst drei Jahre alten Sohn von Melik Zahir, Staatsoberhaupt wurde, versuchte der Emir von Besni, seine Abhängigkeit von Aleppo abzuschütteln. Gleichzeitig nutzte der seldschukische Sultan Izzeddin Keykavus I. Unruhen während der Thronbesteigung von Melik Aziz in Aleppo aus, um die dortigen Herrscher anzugreifen. 1218, während des Feldzugs von Izzeddin Keykavus durch Syrien nach Aleppo, rebellierte der Emir Necmeddin von Besni gegen die Ayyubiden, indem er sich den Seldschuken anschloss. Als die seldschukische Armee vor Aleppo besiegt wurde und mit Necmeddin zur Festung Besni zurückkehrte, verlangte Izzeddin Keykavus von diesem die Übergabe der Burg. Als Necmeddins Frau, die sich in der Burg aufhielt, die Stadt nicht aufgab, ließ ihn der Sultan aus Zorn durch Folter töten und belagerte Besni, konnte die Stadt aber nicht einnehmen: Als die Nachricht eintraf, dass Eşref Musa, der mächtigste ayyubidische Herrscher Syriens, sich näherte, hob Izzeddin Keykavus die Belagerung auf und floh in Richtung Malatya.

### Besni unter den Mongolen
Ab 1230/31 drangen erste Mongolen in Ostanatolien ein und begannen nacheinander die Burgen und Städte der Ortoqiden und Ayyubiden zu erobern und zu zerstören. Als 1234 deswegen eine ayyubidische Armee über die Karawanenroute von Aleppo via Kayseri nach Anatolien zog, hatte die seldschukische Armee bereits alle wichtigen Pässe auf dem Weg der ayyubidischen Armee unter Kontrolle. Daraufhin musste sich die ayyubidische Streitmacht unverrichteter Dinge nach Besni und Adıyaman zurückziehen, um von hier aus erneut nach Norden zu gelangen, erlitten allerdings gegen das seldschukische Heer vor Harput (Elazığ) eine schwere Niederlage und kehrte 1235 nach Ägypten zurück. So konnte Besni nach 1260 von den Mongolen besetzt werden: Während des Feldzugs des Mongolenkaisers und Gründer der Dynastie der Ilchane, Hülegü Khan, gegen Syrien befand sich auch der kleinarmenische König Hethum I. in seinem Gefolge. Als Anerkennung für dessen Verdienste wollte der Ilchan Hülegü einige der Städte und Burgen an Hethum verschenken, die er während des Feldzugs erobert hatte, darunter auch Besni. Die Bevölkerung Besnis jedoch erhob Einwände gegen die Übergabe der Stadt an den armenischen König. Deshalb befahl Hülegü die Belagerung der Burg Besni. Die Mongolen, die bei der ersten Belagerung scheiterten, drangen erst nach einer zweiten Belagerung in die Stadt ein. Da die Bevölkerung von Besni weiterhin den armenischen König nicht akzeptieren wollte, mussten die Mongolen einen muslimischen Herrscher für die Stadt einsetzen. Besni war deshalb heftigen Angriffen der Armenier ausgesetzt, nachdem die Mongolen die Region verlassen hatten.

### Besni unter den Mamluken
Nachdem die Mongolen einen muslimischen Herrscher in Besni etabliert hatten, verloren sie die Kriege gegen die Mamluken und verließen Syrien, und Besni kam unter die Herrschaft der Mamluken. Die Bedrohung Besnis durch den kleinarmenischen König hielt allerdings an. Obwohl Besnis Bewohner deswegen immer wieder den mamlukischen Herrscher in Aleppo um Hilfe baten, bleib diese aus, so dass sie 1261 die Stadt dem Kleinarmenier Hethum I. (der in Sis/Kozan residierte) überlassen mussten. Fünf Jahre danach unternahm der mamlukische Sultan Baybars I. einen Kriegszug nach Kilikien, besiegte die Kleinarmenier und nahm den Königssohn Leon gefangen. Gleichzeitig war im Zuge des Kriegs um Aleppo der mamlukische Emir Schamseddin Sungur al-Ashkar von den Mongolen gefangen genommen und an den armenischen König Hethum ausgeliefert worden. Um ihn zu retten, kam es 1268 zum Gefangenenaustausch und zur Rückgabe aller von Hethum eingenommenen Burgen an die Mamluken – bis auf Besni, das noch eine Zeit lang unter kleinarmenischer Herrschaft verblieb. 1285 forderte der mamlukische Sultan Qalawun die Rückgabe von Maraş und Besni. Die Kleinarmenier baten den französischen König und den Papst ergebnislos um Hilfe. 1292 beauftragte Sultan Qalawun seinen Kommandanten Bedreddin Bidra (Badr ad-Din Bidra) mit einem Feldzug nach Kilikien. Aus Angst vor einem Krieg mit den Mamluken bat der Kleinarmenier um Frieden und zeigte sich bereit, die Burgen Besni, Maraş und Tell Hamdun aufzugeben. Daraufhin annektierte Sultan Qalawun die genannten Orte und ernannte Emir Badr ad-Din Bektaş el-Mansûrî zum Regenten von Besni. Nach 1293 wurde Besni noch eine Zeit lang von mamlukischen Gouverneuren von Aleppo aus verwaltet. Die Stadt wurde wieder aufgebaut und die Burg verstärkt. Auch in dieser Zeit nahm Besni seinen Platz als vorgeschobener Außenposten und wichtiger Stützpunkt der Mamluken ein. Die gesamte Großregion nördlich der Grenze des Mamluken-Staates wurde in „Regentschaften“ unterteilt, deren Garnisonen Aleppo unterstellt waren: u. a. Besni, Ayıntâb (Gaziantep), Baghrâs (Pagrai/Pagras, Ötençay im Landkreis Belen in der Provinz Hatay bei Iskenderun), Bekâs und Şugr (Burgen bei Antakya), Derbsak (Burg Darbısak Kalesi, bei Kırıkhan), Gerger, Kâhta, Kusayr (el-Kusayr, Altınözü), Revandan (28 km südwestlich von Aleppo am Fluss Quwaiq/Kuveyk), Rumkale und Şeyzer (20 km von Hama, am Nahr al-Asi). Diese Orte, etwa vierzig und zumeist Burgen, befanden sich in der Thughur Region (s. o.), die ein Gebiet vom Taurus bis zum Euphrat umfasste. Von diesen Grenzgarnisonen aus wurden Razzien nach Anatolien organisiert. Besni war dabei eine wichtige Bastion, die als Stützpunkt bei der Eroberung der südlichen Teile des byzantinischen Anatoliens durch die Muslime diente.
Seit Beginn des 14. Jahrhunderts begann der Staat der Rum-Seldschuken aufgrund des mongolischen Drucks zu schwächen und löste sich gegen Mitte des Jahrhunderts. auf. An seiner Stelle entstanden viele große und kleine Beyliks (Fürstentümer). Die Dynastie der Dulkadir versuchte ab Mitte des 14. Jahrhunderts die Regionen Elbistan und Maraş zu erobern, indem sie von Zeit zu Zeit Besni und seine Umgebung überfiel. Die Dulkadir-Fürsten nahmen an Feldzügen der Mamluken gegen Kleinarmenien teil und besetzten die Weideflächen zwischen Maraş und Elbistan. Von dort breiteten sie ihre Herrschaft weiter aus und schafften es 1368, ihrem Beylik die Regionen Harput (Elazığ), Maraş, Malatya und Besni hinzuzufügen. Als sie allerdings von den Mamluken besiegt wurden, fielen diese Gebiete wieder zurück in deren Hände. Die Überfälle der Dulkadir-Stämme auf die Region gingen jedoch weiter. Dabei ließen sich viele nomadische turkmenische Clans der Dulkadirli in Besni und Umgebung nieder. Besni geriet dabei zwischen 1394 und 1398 unter die Kontrolle von Räubertruppen des Kadı Burhaneddin (Kadi Burhan al-Din) und kam für kurze Zeit unter der Herrschaft der Osmanen, als der osmanische Sultan Yıldırım Bâyezîd 1398 die Revolutionen nutzte, die nach dem Tod des Mamluken-Sultans Barqūq unter den Mamluken-Emiren ausgebrochen waren. Er eroberte 1399 Malatya, zog in Richtung Euphrat und brachte Besni, Kâhta, Divriği und Darende unter osmanische Herrschaft. Aufgrund der überfallartigen Expansionskriege des turko-mongolischen Heerführers Timor Lenk an der Wende vom 14. zum 15. Jahrhundert konnten die Osmanen die Region nicht lange halten und mussten sie kurzzeitig dem Aggressor Timur überlassen, der 1400 von Sivas aus Darende, Elbistan und Malatya von den Osmanen eroberte und sich Besni und seine Umgebung zuwandte, das sich mittlerweile erneut wieder unter mamlukischer Herrschaft befand. Besni wurde am 27. September 1400 nach einer sehr schwierigen Belagerung von Timur erobert, der von dort aus erfolglos die Übergabe Aleppos forderte. Timur beendete seinen Syrienfeldzug mit der Einnahme von Gaziantep, Aleppo und Damaskus und der Plünderung von Tadmur (Palmyra), Antakya, Birecik, Urfa und Mardin.
Nachdem sich Timur aus der Region Besni zurückgezogen hatte, geriet die Stadt wieder unter mamlukische Herrschaft. Die Verwaltung wurde wie zuvor Gouverneuren aus Aleppo unterstellt. Dulkadirli und Turkmenen brachten 1404 Besni und Umgebung sowie Malatya in ihre Gewalt, so dass die Mamluken erneut dagegen zu Felde zogen und 1417 / 1418 die Vorherrschaft in der Region einschließlich Besni und Malatya wiederherstellten, was. Im Laufe des 15. Jahrhunderts zu weiteren Auseinandersetzungen und wechselndem Besitz zwischen Mamluken, Dulkadirli und Turkmenen führte. Allerdings ernannten die Mamluken auch nach dem Tod von Sultan Barqūq (1399) weiterhin regelmäßig Regenten für die Regierung von Besni, wo die Turkmenen allerdings konzentriert waren. Gleichzeitig versuchten die Dulkadirli unter den Mamluken ihre politische Unabhängigkeit zu erreichen, indem sie bei jeder Gelegenheit einige Orte in der Region eroberten. Interessanterweise waren bis zum ersten Viertel des 16. Jahrhunderts Dulkadirli-Münzen mit einer Behisni-Prägung im Umlauf.

### Besni unter osmanischer Herrschaft
Mit dem Übergang an das Osmanische Reich wurde die administrative Zuordnung von Besni und Umfeld kompliziert bis unübersichtlich: Während der Feldzüge Yavuz Sultan Selims (1515–1517) gegen den Iran und Ägypten wurden von den Osmanen unter dem Kommando von Großwesir Hadım Sinan Pascha die „Dulkadirli-Gebiete“ infolge der Niederlage der Dulkadirli-Armee unter dem Kommando von Alaüddevle übernommen. Während dieses Unternehmens wurden die Burgen Gaziantep und Besni im August 1516 innerhalb eines Tages von den Osmanen erobert. Die Region Malatya, einschließlich Besni, wurde nach ihrer Eroberung 1516 durch die Osmanen zu einem wichtigen Zentrum, wo sich die nach Ägypten ziehende osmanische Armee sammelte, um über Dörfer in der Nähe von Besni ihren Kriegszug fortzusetzen. Mit dem Sieg der osmanischen Armee in Mercidabık bei Aleppo starb der mamlukische Sultan Kansu Gavri (al-Ghuri, Al-Aschraf Qansuh II. al-Ghuri) auf dem Schlachtfeld. Unmittelbar nach der ägyptischen Expedition begannen in der Region Grundbucheinträge für Steuerzwecke und 1519, 1524, 1530, 1536, 1540, 1547 und 1560 Volkszählungen, wobei Besnis Name in fast allen in diesen Aufzeichnungen auftaucht. Bei der Volkszählung von 1519 war Besni das Sandschak-Zentrum und Hısnımansur (Adıyaman) darin als Amtsbezirk gelistet. In der Volkszählung von 1530 scheint Hısnımansur mit Besni, Kâhta und Gerger verbunden gewesen zu sein.
Obwohl keine verlässlichen Daten zur Bevölkerung in der vorosmanischen Zeit vorliegen, klären regelmäßige Volkszählungen, dass in Besni viele Armeniern wohnten. Das Verhältnis der muslimischen Bewohner (M) zur armenischen Bevölkerung (A) ist jeweils erfasst für die Jahre 1519 (1400 M/150 A), 1523 (1750 M/230 A), 1547 (1500M/360 A) und 1560 (1800 M/370 A). Man geht davon aus, dass Besni damals dem Vilayet-i Arab (Aleppo, Damascus und Ägypten) zugeordnet war, denn Besnis Name wird auch unter den Sandschaks und Kreisen des Vilayets erwähnt. Die Osmanen führten in den von ihnen eroberten Orten im Allgemeinen noch eine Zeit lang die ältere Verwaltungsstruktur fort. Besni und die umliegenden Orte wurden bis 1530 als Teil der Eyalet Rum (Sivas) geführt, danach jedoch an die Provinz Dulkadiriyye (Maraş) gebunden. Die entsprechenden Orte kamen zwischen 1530 und 1540 zum Sandschak Elbistan. Nach 1540 wurde das Zentrum des Dulkadiriyye-Eyalets nach Maraş verlegt einschließlich der Orte um Besni, die danach bis 1559 unter dem Eyalet Rum (Sivas) blieben, dann aufgrund eines Feldzugs zusammen mit Kahta und Gerger der Provinz Dulkadiriyye angegliedert wurden, um anschließend wieder zurück an das Eyalet Rum zu fallen und nach 1563 wieder unter die Verwaltung der Provinz Dulkadiriyye zu kommen. Effektiv aber wurde die Region trotz dieses Verwirrspiels offensichtlich von der Mitte des 16. bis zur Mitte des 19. Jahrhunderts von Maraş bzw. von Malatya aus verwaltet.

#### Besni im 19. Jahrhundert

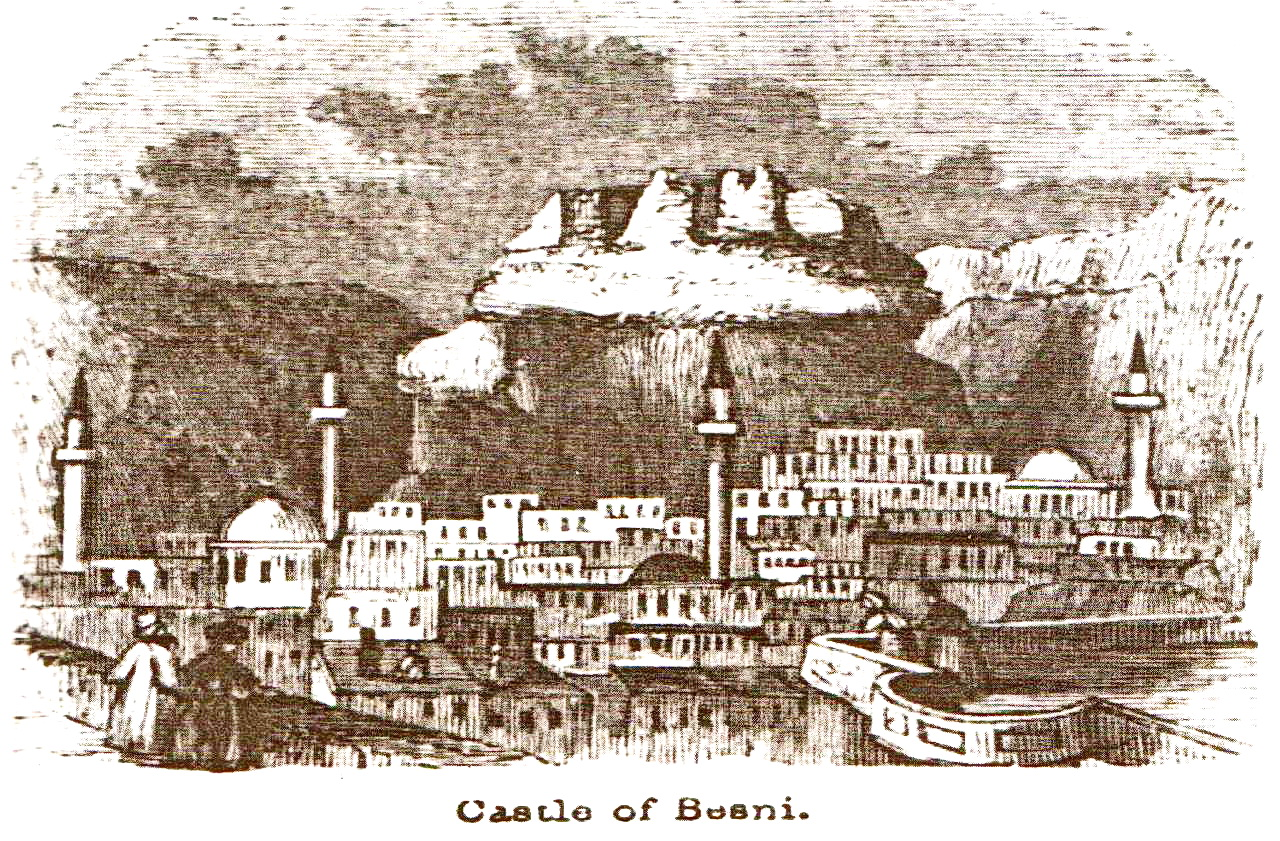
Besni im 19. Jahrhundert (nach: Castle of Besni 1842 Gravur von Besni und seiner Burg von William Francis Ainsworth; aus: Travels and Research in Asia Minor, Mesopotamia, Chaldea and Armenia, London 1842).

Seit 1845 unterstand Besni zusammen mit Malatya wahrscheinlich der Provinz Maden-i Hümayun (Harput/Elazığ). Nach Angaben von Seydi Vakkas Toprak gliederte sich die Stadt Besni 1846 in acht Stadtviertel. In sieben lebten Muslime, in einem Armenier. Das am dichtesten besiedelte Viertel war Meydan mit 428 Haushalten. 245 dieser Familien wurden als Zuzügler aus Şambayat registriert: Für den Bevölkerungstransfer viele Familien 1844 von Şambayat nach Besni gibt es bis lang keine Erklärung. Das kleinste Viertel war Çırçır mit 50 Haushalten. Das von Armeniern bewohnte Mahalle Zimmîyân lag mit 389 Haushalten an zweiter Stelle. Danach kamen die Stadtteile Kâhta (240 Haushalte), Hamra (232 Haushalte), Bozmekan (125 Haushalte), Vusta (121 Haushalte) und Hacı Kasım ( 100 Haushalte). Demnach wohnten im Jahr 1846 9.324 Menschen in der Stadt Besni. 7.179 der Stadtbevölkerung waren Muslime und 2.145 waren christliche Armenier. Zu dieser Zeit gab es im Landkreis Besni 95 Dörfer in den fünf Nahiye (Amtsbezirke)
- Keysun (35 Dörfer, 5066 Ew.),
- Hevidi (17 Dörfer, 3006 Ew.),
- Gölbaşı (19 Dörfer, 6120 Ew.),
- Tut Erinç (Erence; 14 Dörfer, 3.179 Ew.),
- Subadra (10 Dörfer, 2.779 Ew.).[106]

De meisten Menschen erwarben ihren Lebensunterhalt durch Landwirtschaft und Hilfsarbeit. In den Ortschaften des Kreises arbeiteten 188 Personen als Bauern, 188 als Tagelöhner/Hilfsarbeiter. 61 waren Cullâhs (Weber), 7 Schmiede, 6 Schuster, zwei Müller und Neccâr (Zimmerleute). Zu den Berufstätigen zählten außerdem Wollhändler, Barbiere, Schäfer, Steinmetze, Mörsermacher, Näher, Hallâc (Wollaufweicher), Hennamacher, Ziegenhirten, Hühnerhalter und Salzmacher, insgesamt 1.268 Personen in 68 Berufszweigen. Die Daten der offiziellen „Steuerbücher“ verdeutlichen, dass bedeutende Teile des Wirtschaft- und Berufsleben in Besni in den Händen von Nichtmuslimen lagen. Von den Fachkräften/Handwerkern in der Stadt, insgesamt 817 Berufstätige, waren 532 Muslime und 286 Nicht-Muslime: Nicht-Muslime, etwa nur ein Viertel der Gesamtbevölkerung der Stadt, übten mehr als ein Drittel der in der Stadt ausgeübten Berufe aus. Die Hauptberufe der Muslime waren die des Webers, Lebensmittelhändlers, Friseurs, Schneiders, Kaufmanns, Landwirts und Gerbers. Nicht-Muslime verrichteten Berufe als Friseur und Gerber, aber auch als Baumwollmacher, Holzschnitzer, Müller, Blechschmied, Filzmacher, Schwertmacher, Juwelier, Schmied und Büchsenmacher. Darüber hinaus übten sowohl Muslime als auch Nicht-Muslime die Berufe Schuster, Färber, Hirte, Schmied, Tischler, Sattelmacher und Habbaz (Bäcker) aus. In geringer Anzahl arbeitete man als Koch, Pferde-, Kamel- oder Maultierzüchter, Fußsoldat, Akrobat, Träger, Korbflechter, Schlachter, Pfeifenhersteller, Baumwollbauer und Holzhandwerker. Mit Tabak- und Getreideanbau beschäftigten sich nur Muslime. Zu den muslimischen „Beamten“ zählten ein Angestellter, ein Lehrer, ein Polizist und ein Unteroffizier.
Nach 1867 hatte Besni offenbar den Status eines Sandschak-Zentrums. Mit der Erhebung Hısnımansurs (Adıyaman) zum Sandschak-Zentrum und Abschaffung des Eyaletstatus von Harput/Elazığ wurde Besni zu einem Kreiszentrum von Hısnımansur. Im Zuge der administrativen Provinzverordnungen (1864) während der Tanzimatzeit wurde Besni 1867 zusammen mit Hısnımansur und Kâhta der neu gegründeten Provinz Diyarbakır angegliedert. Dabei war Hısnımansur (Adıyaman) ein Kreis im Sandschak Mamüratülaziz (Elazığ), und Besni, Kâhta, Samsat und Gerger wurden zu Amtsbezirken (Nahiye) von Hısnımansur. Aufgrund von Problemen mit der öffentlichen Ordnung und Sicherheit in der Region wurde Malatya jedoch 1870 zu einem Sandschak erklärt, und Besni, Hısnımansur, Kâhta und Akçadağ ihm als Kreiszentren angegliedert. Von 1883 bis 1918 wurde der Landkreis Besni zusammen mit dem Sandschak Malatya an das neu gegründete Vilayet Mamüratülaziz (Elazığ) angeschlossen und von dort verwaltet.
Im späten 19. Jahrhundert hatte die Stadt Besni 1880 Einwohner, von denen 400 Armenier waren. Der Hauptteil der Bevölkerung bestand aus Türken. Für das Jahr 1914 gab das armenische Patriarchat von Konstantinopel die Zahl der armenischen Einwohner von Besni mit 3750 an, für den gesamten Landkreis 4550 Armenier, dazu vier Kirchen und vier Schulen für 330 Kinder in acht Ortschaften, also etwa 800 Armenier in Belveren (Beleren; Pelvere bei Gölbaşı), Tut, Khoshkashi (Hoçgaşi ?), Şambayat (Şamboyad, Shan Beydi), Sarap, Surfaz (Sofraz), Pervari (Belveru) und Kesun (Keysun). Um 1915 gab es gegen Armenier in Besni gezielte Ausschreitungen und deren behördlich angeordnete Deportationen: Der Landrat (Kaymakam) von Besni, Edhem Kadri Bey, befahl Anfang Mai 1915 die Verhaftung des armenischen Paters Clement Singirian und weiteren 20 Honoratioren aus Besni. Sie wurden nach Kündebeg (?) deportiert und am 13. Mai von „Banden“ (Çeteler) massakriert (dazu auch Näheres). Kadri Bey musste sich nach der von Mazhar Bey (Vorsitzender eines Untersuchungsausschusses in Diyarbakır) im Herbst 1915 durchgeführten Ermittlung vor Gericht verantworten. Als Vorsitzender der lokalen Kommission, die für "verlassenen lokalen Besitz" (mahalli emvalı metruke) zuständig war, wurde Kadri Bey "für erhebliche Veruntreuung von Eigentum, das von deportierten Armeniern zurückgelassen wurde, und für Misshandlungen im Zusammenhang mit diesem Eigentum" verantwortlich gemacht. Mazhars Bericht vom Herbst 1915 enthüllt die erbitterten Auseinandersetzungen zwischen dem Finanzministerium auf der einen Seite und lokalen Notabeln und Regierungsbeamten auf der anderen Seite über die legalisierte Plünderung des "verlassenen Eigentums" der Armenier. Eine Mitteilung vom 1. März 1916 von der Generaldirektion für Sicherheit an die Provinz Mamüretülaziz (Elazığ) vermerkte, dass bei den Ermittlungen der Landrat von Besni, Edhem Kadri Bey, als Initiator der Ausschreitungen entlarvt wurde. Edhem Kadri wurde daraufhin gemäß Artikel 27 der Beamtenordnung seines Amtes enthoben. Bereits In einem Bericht vom 5. November 1915 hatte der Mutesarrıf (Gouverneur) von Malatya lakonisch verkündet: '"Es gibt keine Armenier mehr in Behesni."

### Besni zur Republikzeit
Nach Ausrufung der türkischen Republik 1923 war Besni zusammen mit Gölbaşı ein Landkreis der Provinz Gaziantep. Besni war bis in die ersten Jahre der republikanischen Zeit als Landkreis von Malatyas bestehen geblieben, wurde 1926 Gaziantep angeschlossen, 1933 allerdings wieder mit Malatya verbunden, da seine gesamten Beziehungen aufgrund der durch die Region verlaufenden Eisenbahn nach Malatya ausgerichtet waren. Bereits in den Jahren 1933–1934 diskutierte man, Besni zum Ort Çat an der Kayaardi-Straße zu verlegen, wo sich das Stadtzentrum inzwischen auch befindet, da der damalige Standort (heute Eski Besni, in Ruinen) nicht für Erweiterungen geeignet war und es keine Straßen und Wege gab, die für Kraftfahrzeuge geeignet waren. 1954 wurde beschlossen, Adıyaman als neue Provinz, und damit auch Besni, von Malatya zu trennen, da die Malatya Dağları es den Bewohnern der Landkreise Adıyaman, Besni, Kâhta und Gerger erschwerte, das nördlich gelegene Provinzzentrum zu erreichen. Während der entsprechenden Parlamentsdiskussion forderten Abgeordnete eine Anbindung Besnis an Gaziantep, wie die wirtschaftlichen Verhältnisse es nahelegten. Die Anträge wurden jedoch nicht angenommen. Mit der Anbindung des Kreises an Adıyaman im Jahr 1954 kam es zu einer erheblichen Abwanderung aus dem Landkreis, und die Bevölkerung, die zuvor ca. 60.000 betrug, sank auf etwa 30.000.  Am 1. April 1958 wurde die Region Gölbaşı von Besni getrennt und in einen eigenen Landkreis umgewandelt.

#### Umzug nach Yeni Besni: Die Ortswüstung Eski Besni

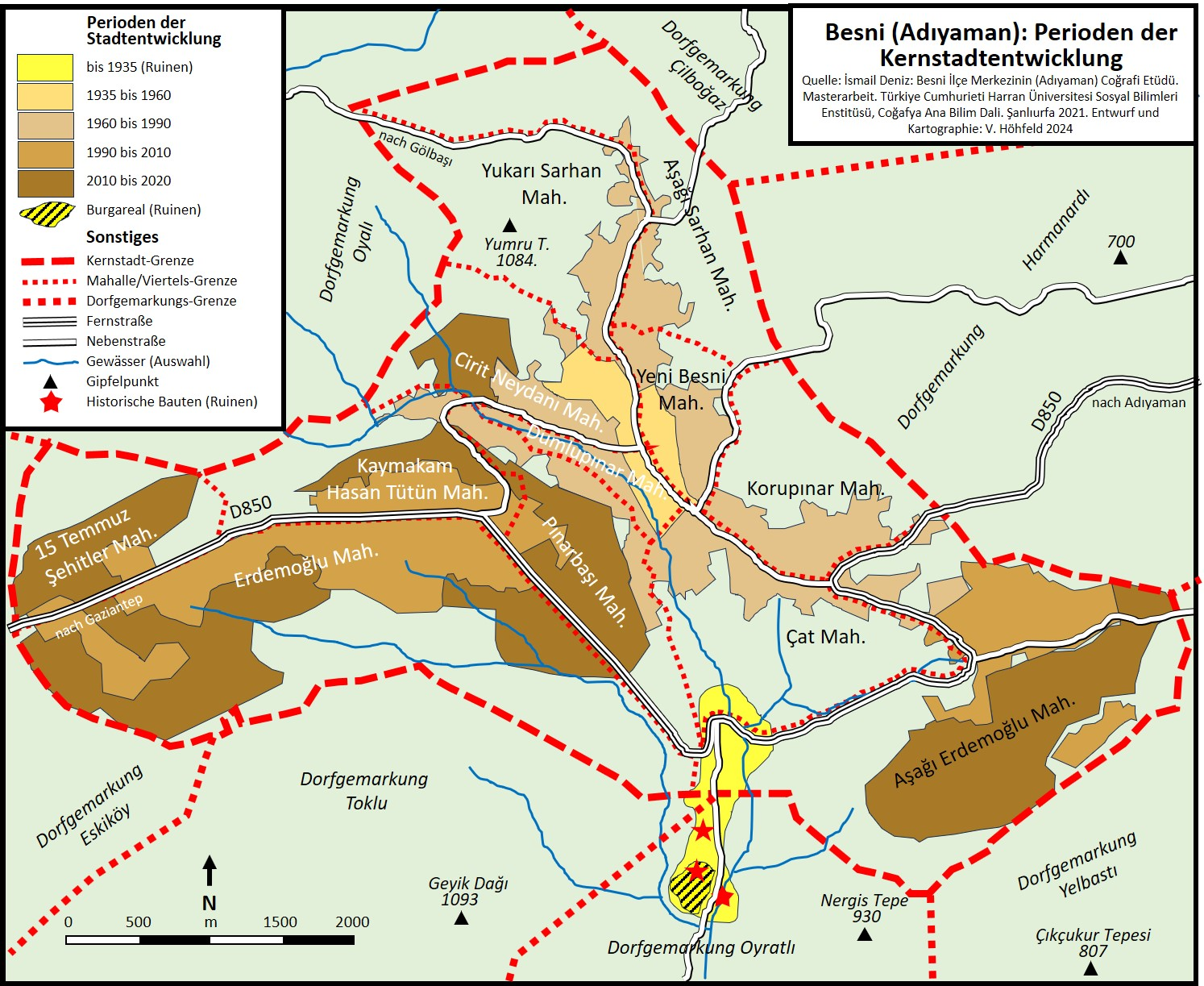
Die Skizze verdeutlicht die Perioden sukzessiver Kernstadtentwicklung der Kreisstadt Besni seit Mitte der 1930er Jahre bis in die erste Dekade des 21. Jahrhunderts.

Die rezente Kreisstadt Besni liegt mit ihrem Zentrum 5 km nördlich ihrer ruinierten Vorgängersiedlung Eski Besni (Alt Besni), deren Ruinengelände in Resten noch erkundbar ist und noch bis Ende der 1950er Jahre unterhalb der Burg Besni Kalesi als lebendige Kreisstadt existierte. Die Stadt, die zuvor auf beiden Seiten eines langen Bachlaufs des Besni Çayı rund um die Burg Besni lag, war für einen weiteren Ausbau nicht geeignet. In einer Amateurstudie wird betont, dass die Frage der Umsiedlung Besnis bereits seit Gründung der Türkischen Republik auf der Tagesordnung stand. Als Grund für die Standortveränderung wird nachweislich das enge Siedlungsgebiet der Stadt genannt. Ein Umzug der Stadt nach Keysun oder Gölbaşı war im Gespräch. U. a. auch aufgrund von Erdrutschen und Überschwemmungen wurde sie daher zwischen 1950 und 1965 endgültig an ihren heutigen Standort verlegt. Die Bastionen und Mauern der Burg sind größtenteils noch in ihrem alten Zustand. Die Umsiedlung begann bereits in den frühen 1950er Jahren in das heutige Besni, als dort Regierungsbüros gebaut wurden. Die meisten Bewohner nahmen den Umzug zunächst nicht gut auf und lebten weiterhin in ihren alten Häusern. Als 1955 ein Viertel im alten Besni von Banditen überfallen wurde und viele Menschen starben, beschleunigte sich der Umzug an den neu gegründeten Platz. Die Bewohner der „Altstadt“ siedelten sich um die neuen Verwaltungsbauten außerhalb der alten Siedlung innerhalb eines etwa dreißigjährigen Migrationsprozesses an.

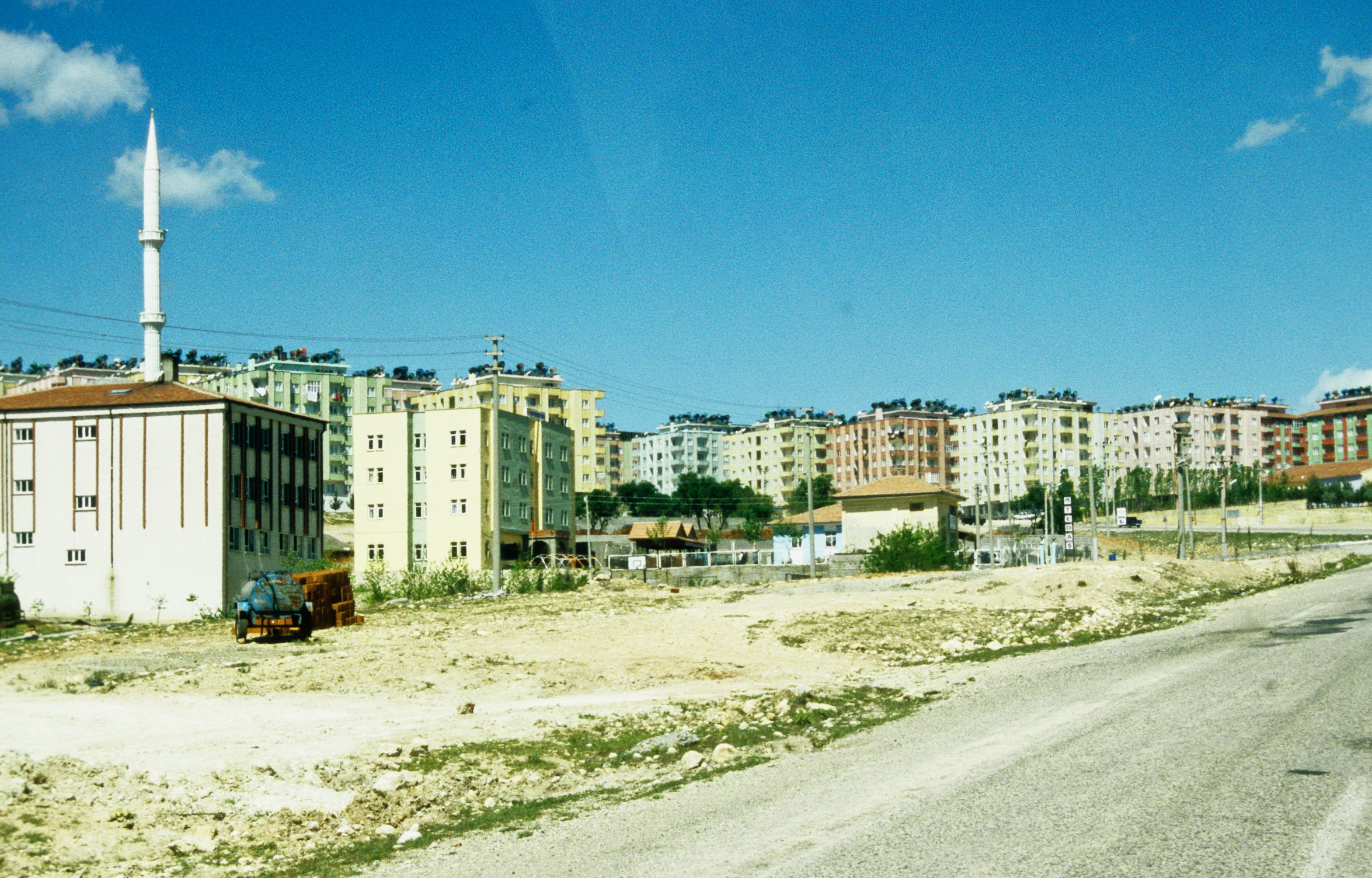
Blick auf jüngere Neubauviertel in der Neustadt von Besni 2004.

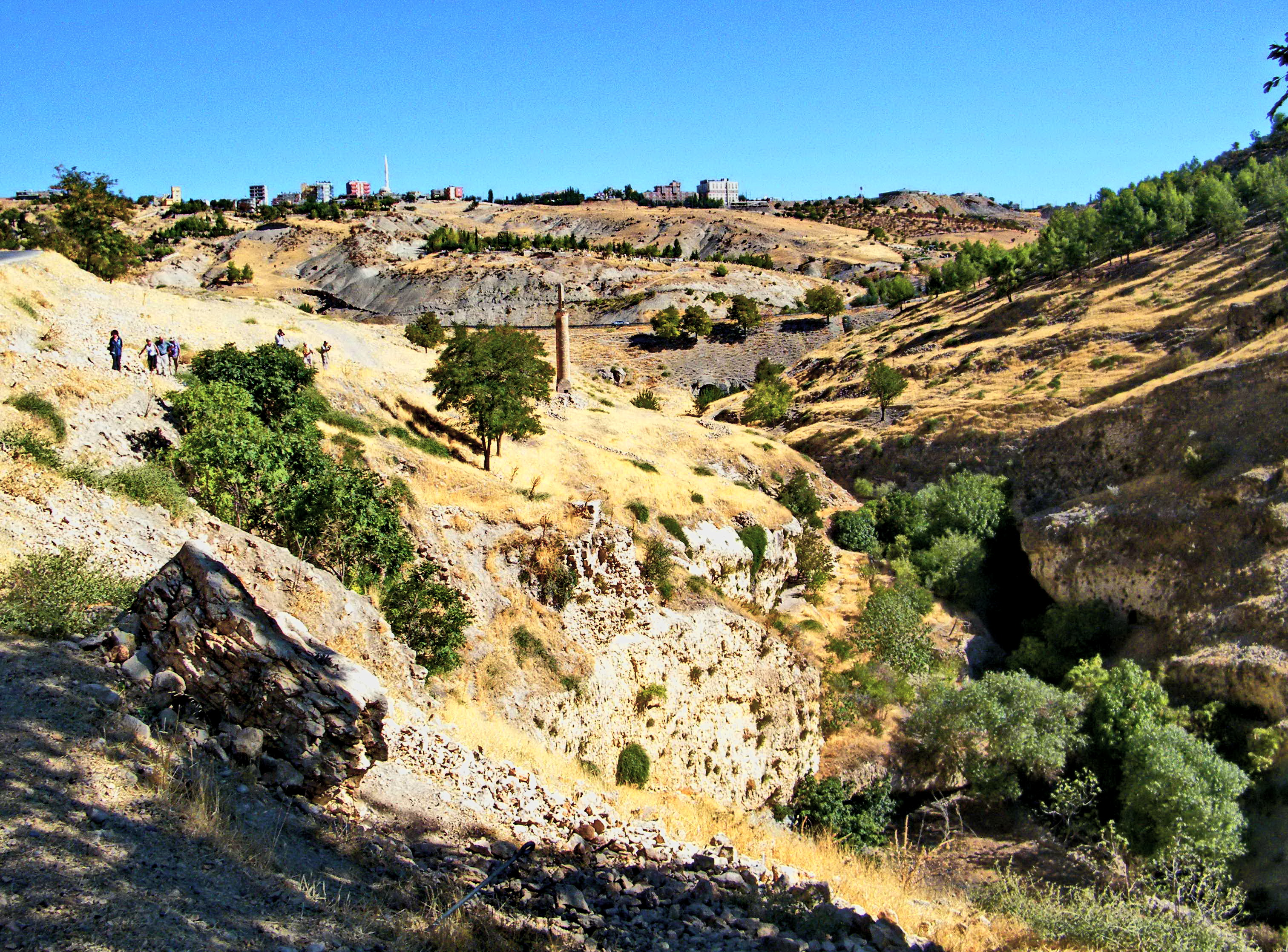
Blick in das Tal des Besni Çayı auf die Relikte der ruinierten Vorgängersiedlung Eski Besni (Alt Besni), deren Ruinengelände in Resten noch erkundbar ist.

Besni wurde neu erbaut und entwickelte sich mit zahlreichen Neubauvierteln bis ins frühe 21. Jahrhundert zu einer modernen Kreisstadt. Die Einwohner der Altstadt hatten ihre Häuser abrissen und die Materialien der abgerissenen Häuser für den Bau ihrer neuen Gebäude verwendeten. Deshalb kam es in Eski-Besni zu großen Zerstörungen, so dass es keine sichtbaren Spuren von Wohngebäuden mehr gibt und nur sehr wenige Ruinen von 5 Brücken, 4 Moscheen, 3 Brunnen, 2 Bädern und einer Burg in den 50 Dekar großen Ruinengelände (50000 m²/5 ha/0,05 km²) bis zum Erdbeben von 2023 erhalten blieben (s. u.). Die Fernstraße von Adıyaman nach Gaziantep trennt die heutige Siedlung vom alten Besni. Von dieser Straße zweigt nach Süden eine unbefestigte Straße ab, die Besni mit Eski Besni und seinen Dörfern verband [2024 wegen umfangreicher Straßenverlegungen nicht erreichbar]. Heute gibt es in Eski Besni kein sesshaftes Leben mehr.

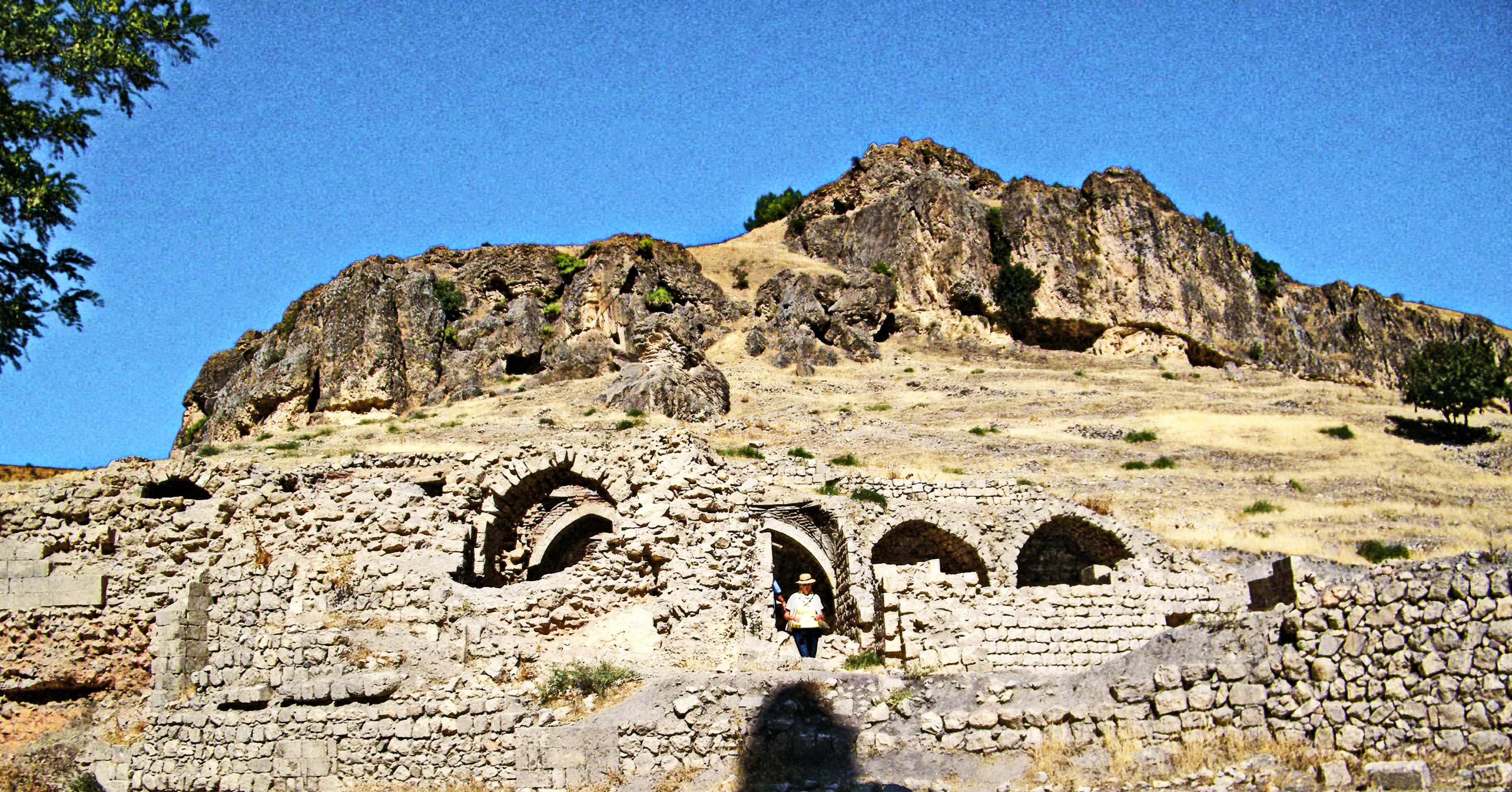
Ruinen in Eski Besni unterhalb der Burg im September 2012.

Die Häuser von Eski Besni lagen an einem Berghang stufenweise unregelmäßig übereinander gebaut und je nach Lage des Grundstücks in verschiedene Richtungen ausgerichtet. Abgesehen von der einzigen Hauptstraße, die durch den "Basar" führte, waren die Wege zwischen Gebäuden nur etwa so breit, dass Menschen und Tragtieren der Durchgang möglich war, Die Haupteingänge der Häuser waren zumeist groß und verfügten über zwei Flügel, um den Durchgang von Tieren und Fracht zu ermöglichen. Nach dem Übergang vom Frühling zum Sommer pflegten die Bewohner in die Weinberg- und Gartenhäuser umzuziehen, wo sich das heutige Neu-Besni befindet, so dass der alte Ort im Sommer verlassen war. Für die Sicherheit dieser Siedlung wurde durch Holztore an der (einzigen) 30 m breiten Straße (Basarstraße) gesorgt, die abends geschlossen wurden, sowie durch Kontrollposten am Anfang und Ende des Basars und durch Stangen-Laternen. Die Häuser wurden während der Sommermonate von angeheuerten Wachen bewacht.

## Wirtschaft und Bevölkerung
Die Stadt Besni beherbergt etwa 46,9 Prozent der Landkreisbevölkerung (Stand 2020). Die rezente Hauptwirtschaftsaktivität im Landkreis Besni ist Ackerbau und Tierhaltung. Im Kreiszentrum herrscht dagegen ein auf dem Dienstleistungssektor basierender Unterhalterwerb vor. Landwirtschaftliche Flächen machen fast 50 % (632.227 da) der Fläche des Kreises aus. Weizen wird überwiegend In landwirtschaftlich genutzten Gebieten wird überwiegend Weizen angebaut. Die Viehwirtschaft wird im Allgemeinen als Subsistenzwirtschaft betrieben. In den nördlichen Partien des Landkreises überwiegt der Wein- und Gartenanbau anstelle der Feldwirtschaft. Antiken Quellen vermerken, dass Trauben schon damals kultiviert wurden, und beschreiben Besni als eine Stadt, die Obst und vor allem „Rosinen“ anbaut.
Das Bevölkerungswachstum im Landkreis ist recht gering, und es wird seit 2000 sogar ein Rückgang des Bevölkerungswachstums verzeichnet, was nicht zuletzt auf Verluste von Langkreisflächen zurückzuführen war: 1990 war Tut von Besni getrennt und in einen eigenen Landkreis umgewandelt worden. Seit 1965 war die Bevölkerung im Landkreis von 58.742 Personen auf 108.667 Bewohner im Jahr 2000 gewachsen, um anschließend bis 2020 auf eine Zahl von 77.732 abzunehmen. Dieser Rückgang betraf weniger die städtische Bevölkerung, die von 11.625 (1965) über 36.123 (2000) sogar auf 36.476 (2020) leicht zunahm. Betroffen war vor allem die Bevölkerung in den Dörfern, deren Bewohnerzahl von 47.117 (1965) über 72.544 (2000) auf 41.256 Personen (2020) schrumpfte. Es gibt eine ständige Bevölkerungswanderung ins Ausland.

## Historische Relikte in Eski Besni und im Landkreis

### Relikte in Eski Besni

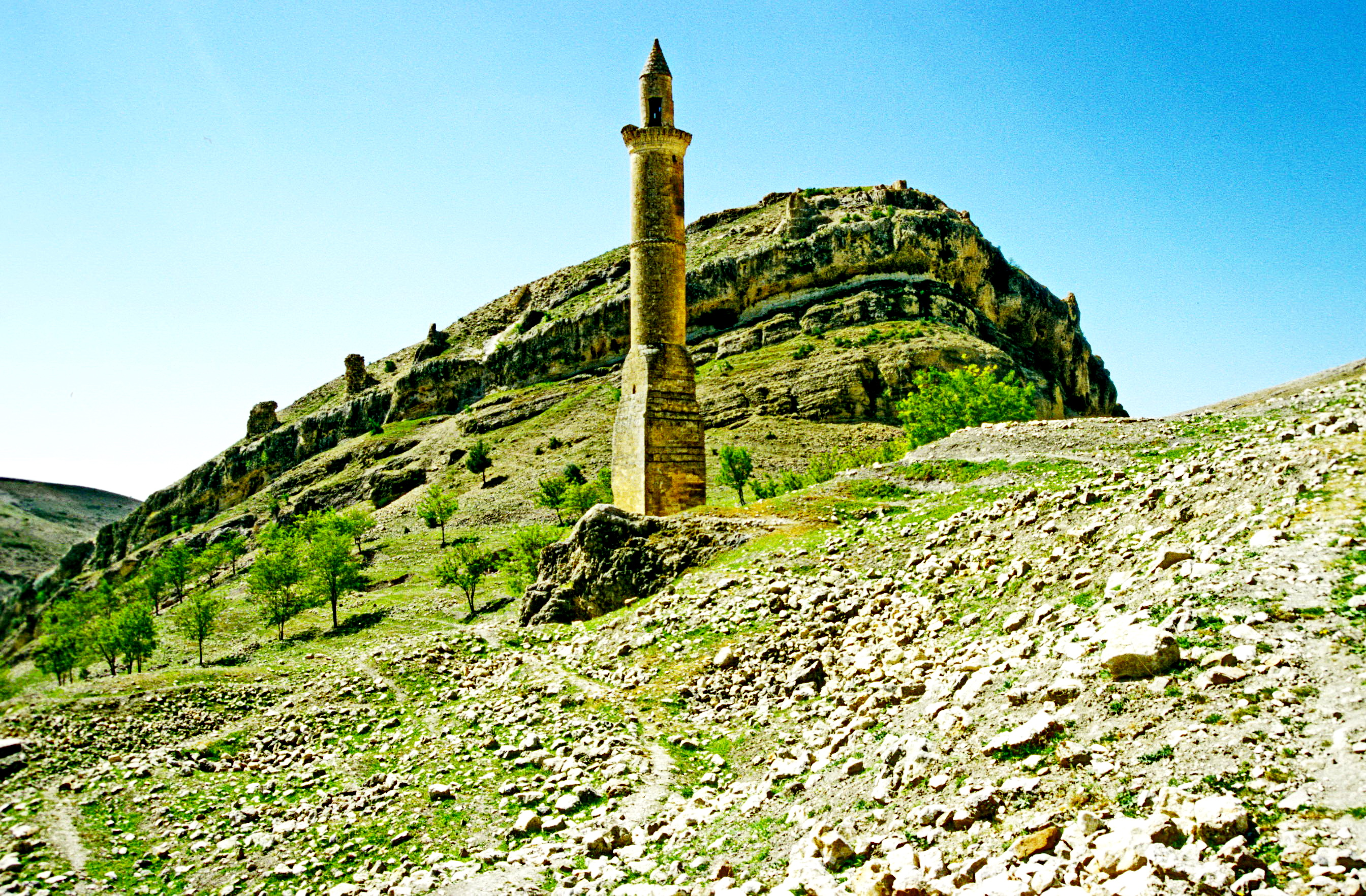
Hinter dem Minarett der Ulu Cami in Eski Besni erhebt sich Schroff der Burgberg mit den Resten der Burg Besni Kalesi.

Besni Kalesi: Das Areal der Burg Besni Kalesi breitet sich auf einem markant steilen Hügel in der Altstadt aus. Sie wurde während der hethitischen Zeit erbaut. Die rezenten Ruinen in der Burg, Reste von Mauern, Bastionen, Basaren und Moscheen, stammen aus der osmanischen Zeit. Auf der Bastion im Süden befinden sich medallionförmige Reliefs und eine Inschrift. Eine weitere Inschrift auf einer der erhaltenen Bastion verweist darauf, dass die heutige Anlage vom mamlukischen Sultan Malik al-Ashraf bin Qalawun errichtet wurde, der in Besni regierte. Am Ende des 13. Jahrhunderts ließ er Burg und Stadt restaurieren. In der Mitte Burg befindet sich auch ein Brunnen. Im westlichen Teil stehen sich zwei große Katapulte gegenüber, im Volk „Doppelkatapulte“ genannt, zwischen denen Gefangene gehängt, den Feinden vorgeführt und diese dadurch eingeschüchtert worden sein sollen. Den auf Arabisch geschriebenen Inschriften auf den Katapulten nach stammen diese aus islamischer Zeit.

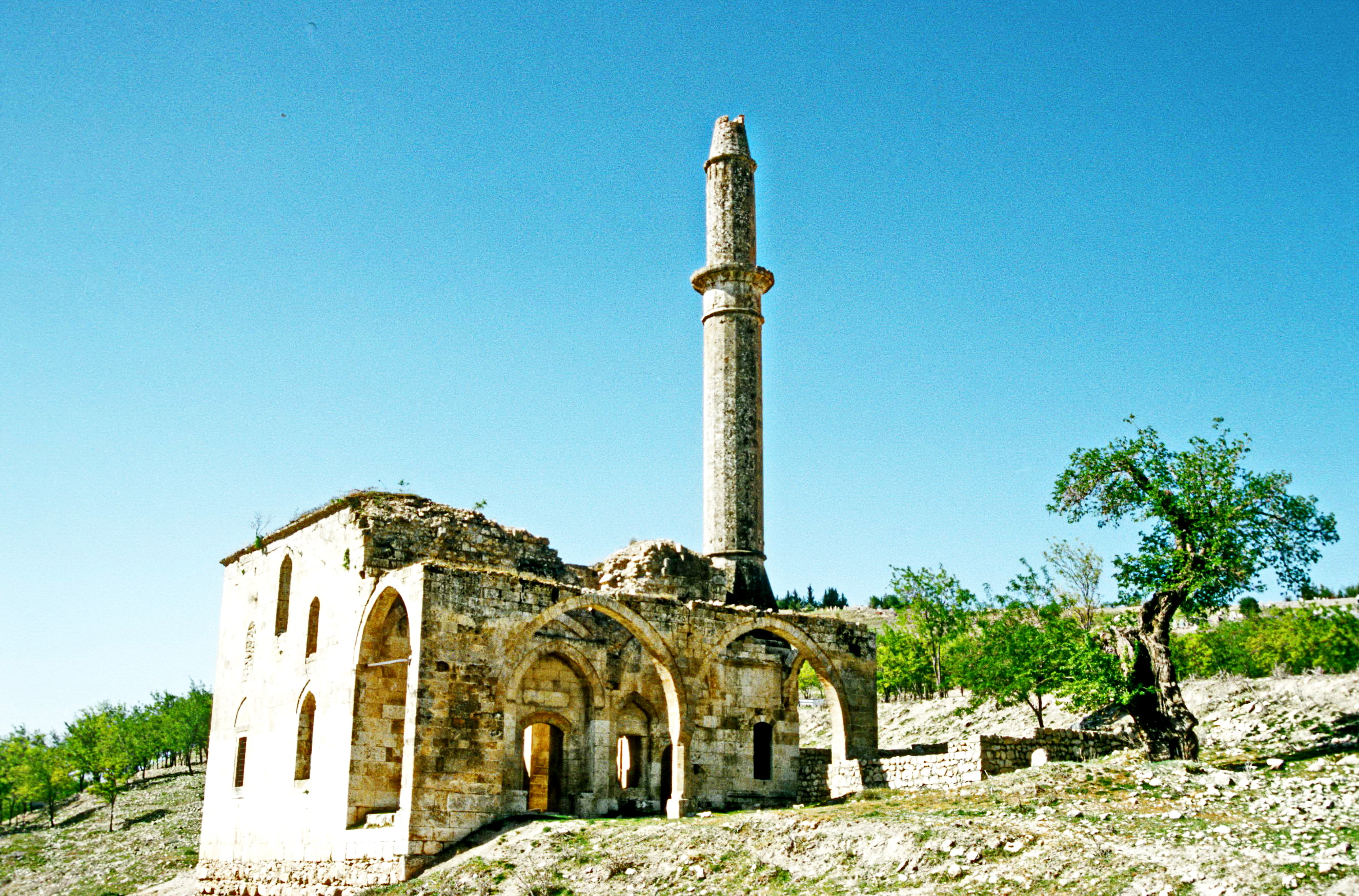
Ruine der Kurşunlu Camii (Külhanönü Camii) in Eski Besni vor der Restaurierung.

Külhanönü Camii: Die Külhanönü Camii ist auch als Kurşunlu-Moschee oder Hacı-Zeyrek-Ağa-Moschee bekannt. Sie blieb, wie andere Gebäude in Eski Besni, dem Verfall überlassen und wurde nach dem Umzug in die Neustadt während der Jahre 1960–1965 beschädigt. Nach einigen späteren Renovierungsversuchen wurde sie in den Jahren 2005–2006 repariert und restauriert. 2009 stellte man bei Ausgrabungen fest, dass der Bau fünf Bauphasen durchlaufen hatte. Man fand zwar keine Inschrift, aus der hervorging, wann und von wem sie erbaut wurde, allerdings ähnelt die Moschee in Bezug auf Baumaterialien und Architektur klassischen osmanischen Gebäuden.
Çarşı Camii: Die Reste der Çarşı Camii (Basar-Moschee) befinden sich an der alten Besni-Straße im Zentrum der Altstadt von Besni. Nach Informationen älterer Bürger der Stadt stiftete ein Mann namens Hacı Arslan die Moschee. Aus der Inschrift an der Tür geht hervor, dass sie 1492 von Kalaunoğlu (Qalawun?) Mehmet Nasır erbaut wurde. Inwiefern dies mit Kalaun/Qalawun, einem der ägyptischen Mamlukensultane, zusammenhängt, ist nicht bekannt. Die in lokaler Tradition erbaute Moschee hat einen regelmäßigen Grundriss. Die östliche Hauptmauer, an der sich rechts beim Eingang der Moschee ein Brunnen befand, wurde zusammen mit dem Minarett abgerissen, als die alte Besni-Straße verbreitert wurde, um die Durchfahrt von Kraftfahrzeugen zu erleichtern. Die alte öffentliche Wasserversorgung erfolgte damals über mehrere Brunnen, die in der Regel bei Moscheebauten zu finden waren: bei der Tahtaoba Camii, Kızılcaoba Camii, Ulu Cami und Çarşı Camii.
Toktamış Camii: Die Toktamış-Moschee im Süden der heutigen Stadt Besni ist eine völlig verlassene Ruine. Wer sie erbauen ließ, ist unbekannt. Es wird jedoch angenommen, dass dies gegen Ende des 17. Jahrhunderts erfolgte.
Bekir Bey Külliyesi: Das genaue Baudatum des Bekir Bey-Komplexes (Külliye), von dem heute nur noch Spuren übrig sind, ist nicht überliefert. Ein Mamluken-Kommandant namens Bekir Bey ließ hier einen Komplex (Külliye) bestehend aus einer Moschee, einer Medresse und einem Bad errichten und gründete zugleich auch eine Stiftung, um die Anlage am Leben zu erhalten. Im Zuge der Restaurierung der Ulu Cami  und des Bekir Bey-Bades wurden jüngst Ausgrabungen durchgeführt. Von der Anlage sind das Minarett der Ulu-Moschee (s. u.) und die Reste eines Bades (s. u.) erhalten geblieben.

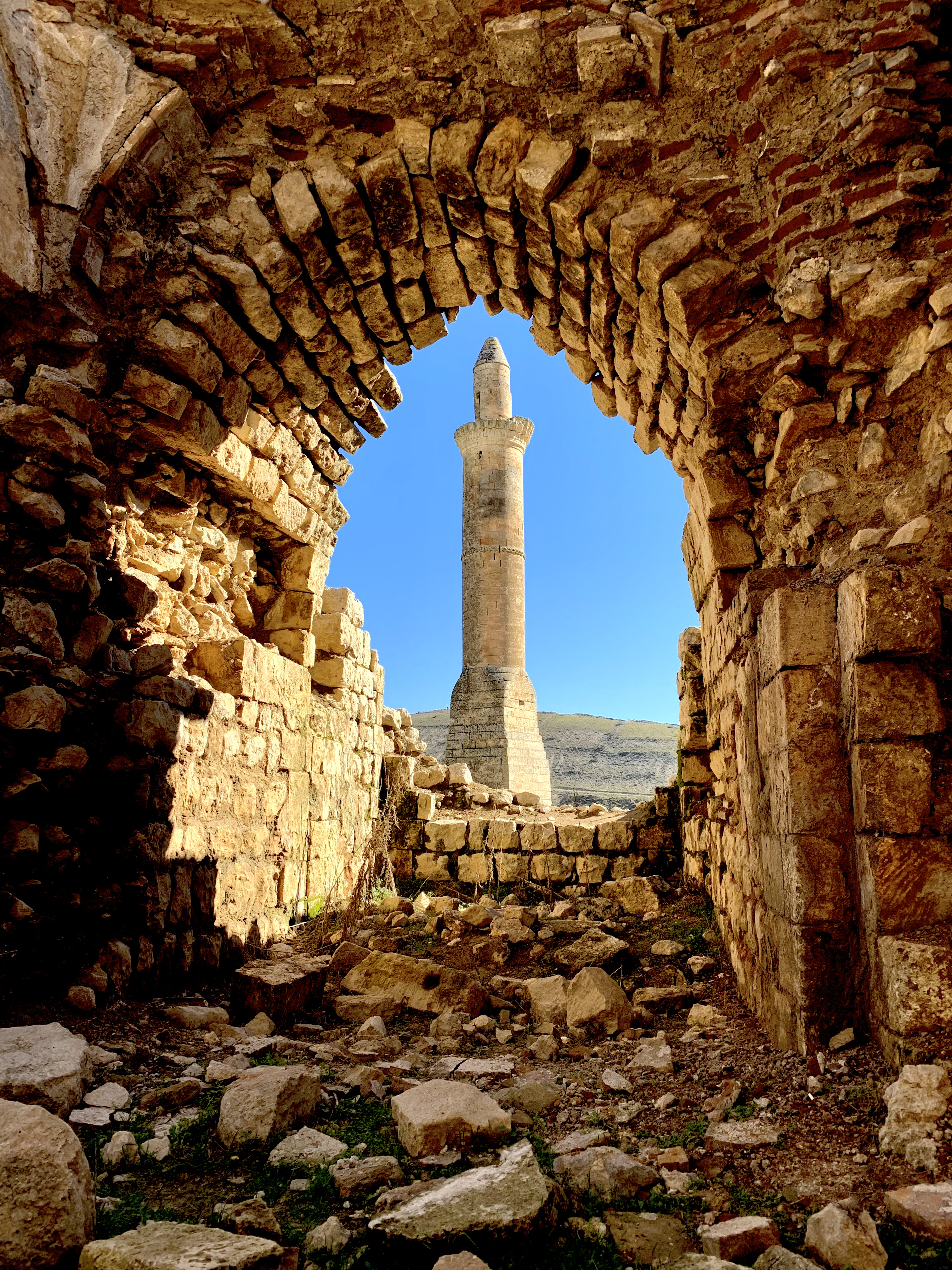
Blick aus der Ruine des Bekirbey Hamams auf das Minarett der Ulu Cami. (Foto: Beytullah eles, 03.02.2019).

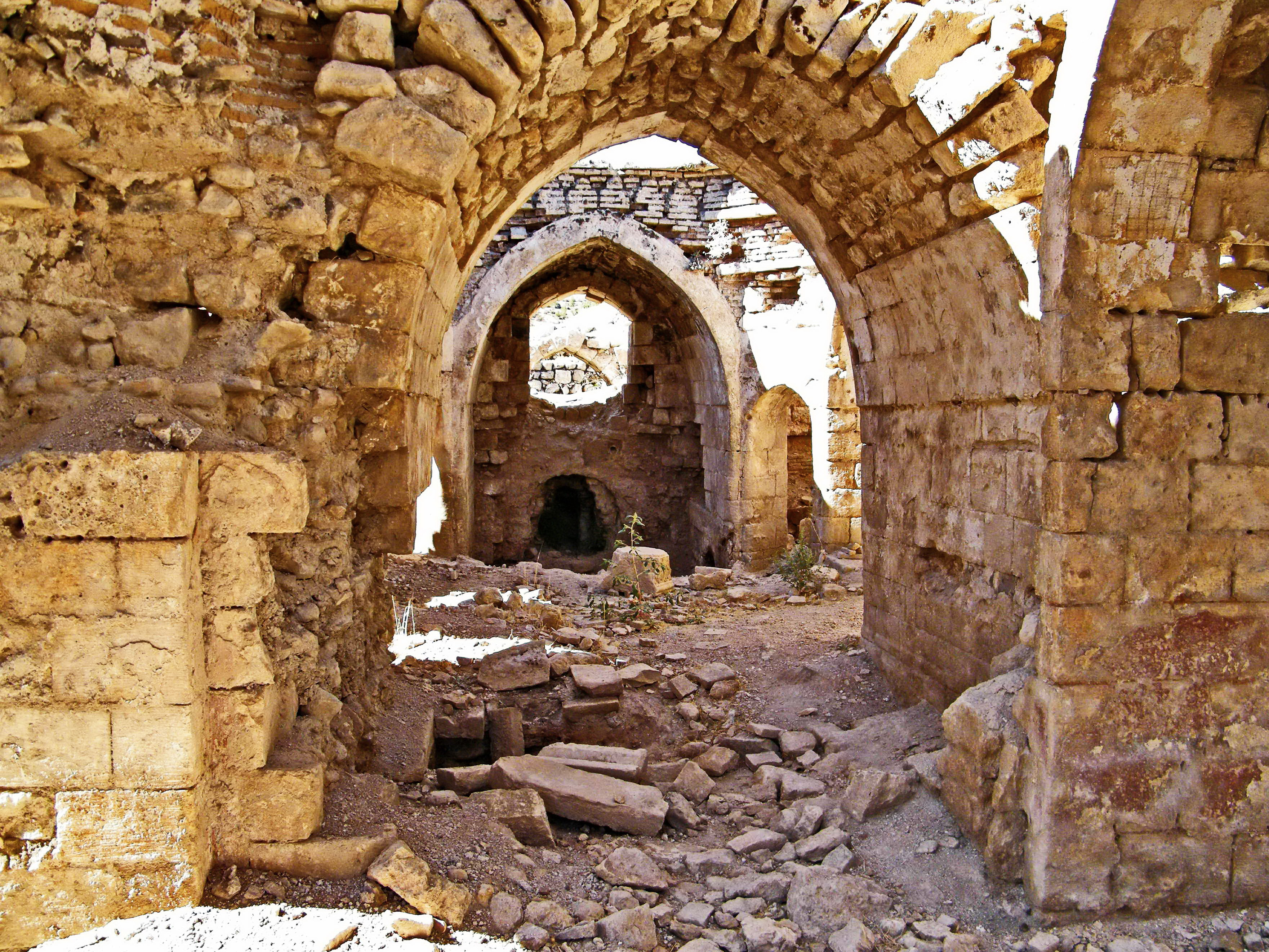
Blick in die Ruine des Bekirbey-Bades in Eski Besni im September 2012.

Bekirbey Hamamı: Der Name des Bades, Teil der Bekirbey-Külliye im Nordnordosten des Burgberges, stammt von Bekir Bey, einem Mamluken-Kommandanten, auch wenn der Bau keine entsprechende Inschrift aufweist. Das Bekir Bey-Bad war vom kreuzförmigen Typ mit vier Iwanen und Eckzellen. Den Angaben in den Steuerbüchern zufolge gehört ein Drittel Anteil vom Herrenhaus des Bekir Bey-Bades zur Stiftung und damit auch Teile der Stiftungseinnahmen des Bekirbey-Komplexes. Aufgrund der Tatsache, dass die entsprechenden Einnahmen ab 1519 registriert wurden, dürfte das Baudatum in dieser Zeit gelegen haben. Die architektonischen Merkmale, die sorgfältige Verarbeitung und die ausgewogene Raumaufteilung des Bades verweisen auf das 16. oder 17. Jahrhundert. Das Bad ist rezent in einem sehr heruntergekommenen Zustand. Die Nordfassade aus glatt behauenen Steinen blieb weitgehend intakt, da sie unter der Erde lag, seine Kuppeln und Gewölbe sowie einige der Fassadenwände allerdings sind eingestürzt. Deshalb sind Umkleidebereiche im Kälteraum kaum noch zu sehen. Das Bad mit rechteckigem Grundriss bestand aus Kalt-, Aufwärm-, Warmbreich, Wassertank und Ofen. Anhand der noch erhaltenen Gebäudeteile nimmt man an, dass der Kälteraum mit einer Kuppel überdacht war und als Umkleidebereich genutzt wurde. Angaben älterer Bürger vermerkten, dass sich in der Mitte dieses Teils ein Wasserbecken befand. Der Aufwärmeteil zwischen Warm- und Kaltbereich bestand aus zwei Partien, die durch Türen untereinander und mit anderen Einheiten verbunden waren. Der Warmbereich bestand aus kleinen Räumen und Iwans, die symmetrisch um einen zentrales Kuppelteil angeordnet waren. Der Heizraum hatte ebenfalls zwei Teile vom Bad getrennt: den Ofen und ein separates Brennstofflager. Die in den letzten Jahren begonnenen Restaurierungsarbeiten am Bekirbey-Bad wurden zwar begonnen, blieben jedoch unvollendet.

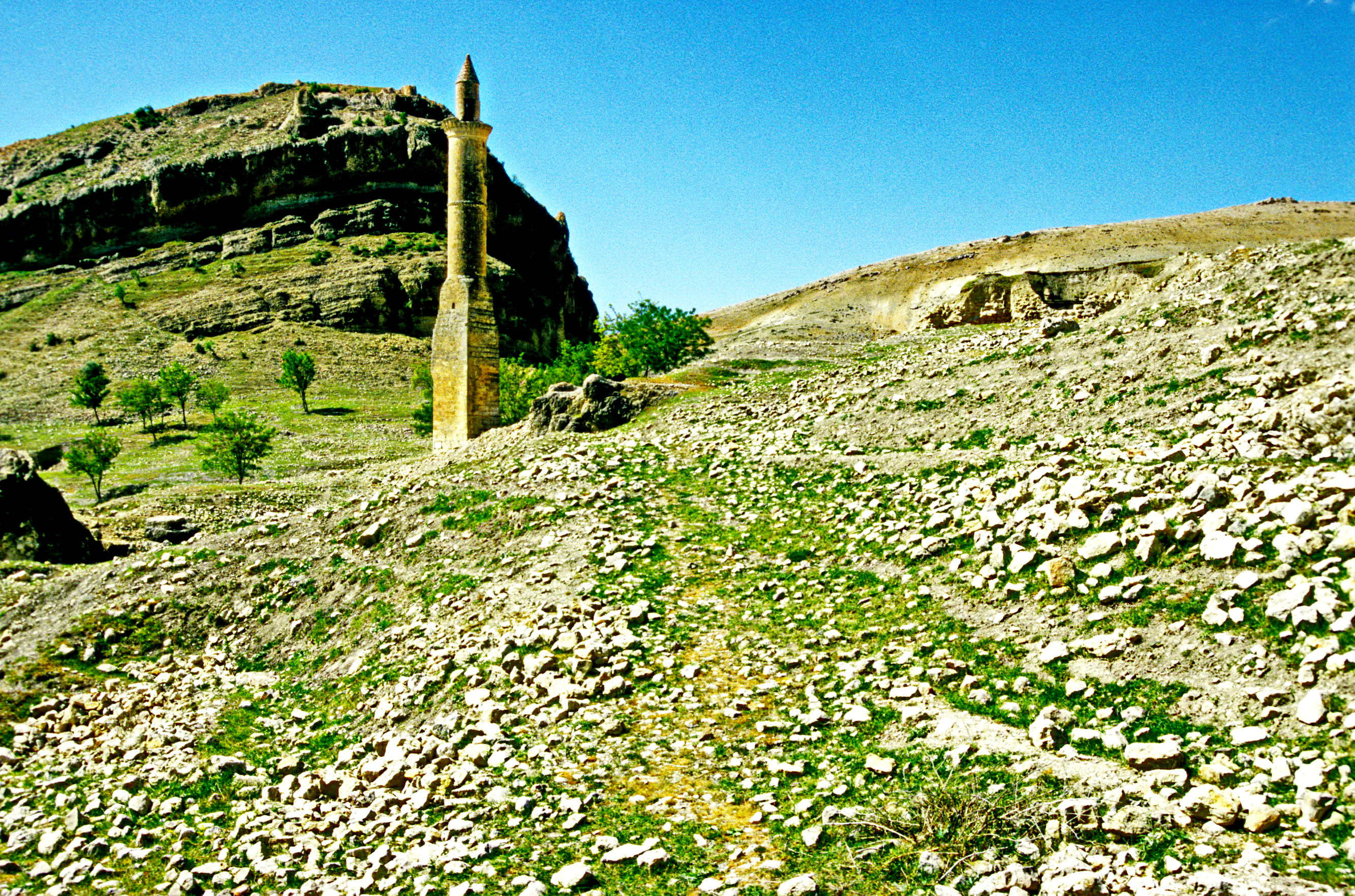
Vorbei am einsamen Minarett der Ulu Cami (Große Moschee) steigt der alte Weg zu den Resten der Burg durch ein Steintrümmerfeld.

Ulu Camii: Von der Ulu Cami (Große Moschee), der „Freitags-Moschee“ der alten Stadt, steht nur noch das Minarett. Vor dem Abriss der Moschee war noch eine Reparaturinschrift von 1492 zu sehen. Aufgrund ihres Grundrisses und ihrer architektonischen Merkmale muss die Moschee vor diesem Datum im 14. Jahrhundert von den Dulkadirli oder Mamluken erbaut worden sein, vermutlich vom Mamluken-Kommandanten Bekir Bey (s. o.). Das Mauerwerk bestand aus verfülltem Bruchstein, eines der traditionellen Mauerwerk-Systeme, die in fast allen Kulturgütern in Besni verwendet wurden. Die Moschee hatte einen rechteckigen Grundriss, einen Heiligtumsbereich parallel zur Qiblawand und einen Nartex mit einem Minarettsockel an der Ostfassade. Neben einem Eingang dort gab es 1981 noch zwei Fensterreihen, die später ebenfalls abgerissen wurden. Türen und Fenster werden sowohl an der nach Westen ausgerichteten Hauptwand als auch an der Ostseite erwähnt. Spuren der Südmauer sind noch zu erkennen, einiges der Hauptmauer, die an die Südfassade grenzten, sind direkt über dem Erdboden sichtbar. Hier gab es einen Brunnen: an der Hauptmauer auf der straßenzugewandten Seite direkt vor der Südfassade. Das Minarett, das an der Ostfassade des Narthex angebracht war, steht heute allein auf dem offenen Gelände. Es hatte bis zum Erdbeben 2023 bis auf die Brüstungsmauer, die seinen Balkon umgibt, nichts von seinem ursprünglichen Zustand verloren. (inzwischen verstürzt, s. u.) Der zylindrische Körper, der auf einer quadratischen Basis stand und mit Dreiecken abgeschrägt war, endete mit einem Balkon mit Muqarnas-Basis. In der Mitte befand sich ein Zenitmotiv, dessen sechseckige Wabe im Vergleich zum Körper sehr dünn gehalten und mit einem Pyramidenkegel bedeckt war, was eher den Stil des Nahen Ostens und Afrikas widerspiegelte als die traditionellen anatolischen Minarette. Aufgrund der Quellen ist es denkbar, dass der letzte Bau während der osmanischen Zeit unter der mamlukisch-dulkadirliischen Verwaltung im 14.–17. Jahrhundert stattfand.
Tahtaoba Camii: Die Moschee lag direkt neben dem Bachbett in der Flur Tahtaoba im Stadtteil Kâhta, östlich der restaurierten Külhanönü/Kurşunlu-Moschee. Das Gebäude wurde bis auf sein Minarett völlig zerstört. Seine Geschichte ist unbekannt. Anhand der Quellen stammt der Bau aus dem 14.–17. Jahrhundert während der Mamluken-Dulkadirli-Regierung und der osmanischen Zeit und dürfte eines der alten Kulturgüter Besnis sein. Das Minarett hatte – bis auf die Brüstungsmauer, die seinen Balkon umgab, bis zum Erdbeben 2023 seinen ursprünglichen Zustand bewahrt. Es hat einen zylindrischen Körper mit einem quadratischen Sockel. In der Mitte des Körpers ist ein Band mit Kettengliedern zu sehen. Spuren der Gebäudemauern sind größtenteils direkt über dem Geländeboden vorhanden. Das Mauerwerk war aus verfülltem Bruchstein. Der Hauptraum bestand aus vier Schiffen mit Säulen, die senkrecht zum Mihrab an der Wand an der Südfassade angebracht und durch Bögen miteinander mit der Hauptwand der Moschee verbunden waren. Das galt auch für die Säulen und Bögen im Narthex, sodass das Erddach mit Holzbalken getragen werden konnte. In der nordöstlichen Ecke des Narthex befand sich ein Minarett. Aufgrund der Topographie des Geländes verfügte das rechteckige Moscheegebäude über Türen und Fenster, die sich zur Nord- und Ostseite hin öffneten. Im Norden erreichte man nach dem davor liegenden Innenhof neben einer Säulenhalle den rechteckigen, von einem Bogen umgebenen Eingang mit rechts und links leicht erhöhten Vorhallen und Mihrabs.
Kızılcaoba Cami: Die Geschichte der Kızılcaoba-Moschee im südwestlichen Teil des Toktamış Tepe ist unbekannt. Einige Teile der Süd- und Ostfassade, sind bis heute erhalten. Ältere Bilder zeigen die Zerstörung im Gebäude: Trümmer und Ruinen. Darüber hinaus liegen die West- und Nord-Fassaden aufgrund der Topographie größtenteils unter der Erde. Auf der erhaltenen Ostwand gab es rechteckige Rahmenfenster, die von Segmentbögen umgeben und oben miteinander verbunden waren. Das Minarett, das bis unter den Balkon zerstört wurde, hatte eine quadratische Grundfläche und einen zylindrischen Körper. Die Mitte des Körpers verzierte ein Armband mit Kettengliedern. Die Moschee hatte einen Eingang von der Straße an der Ostseite. Außerdem gab es einen Narthex, einen kleinen Raum und einen Ausgang zum Minarett. Wann und von wem der Bau gestiftet wurde, ist nicht bekannt. Man geht davon aus, dass die Moschee Ende des 15. Jahrhunderts von einem der Kızılcaoba Beys des Dulkadirli-Stammes erbaut und im 17. Jahrhundert restauriert wurde.
Meydan (Külhanönü) Hamamı; Das Bad mit rechteckigem Grundriss im alten Meydan-Viertel nordnordöstlich des Burgberges war ohne Inschrift und lag an der Westflanke des Bachbettes, das die Altstadt Eski Besni in Nordwest-Südwest-Richtung in zwei Teile teilt. Es zählte zum „Typ mit einer Kuppel in der Mitte, einem Querwärme- und einem privaten Doppelraum“. Das Bad wurde bis in die 1960er Jahre betrieben. Es ist inzwischen in einem sehr heruntergekommenen Zustand. Architektonisch ähnelt es dem Bekirbey-Bad (s. o.). Die beiden Seiten des Eingangs waren von abwechselnden Reihen schwarzer und weißer Steine eingefasst. Am Fuß des Umkleidebereichs befand sich ein Wasserbecken, das über das Maul einer Löwenstatue gefüllt wurde. Die Hauptwände des Gebäudes bestanden aus glatt geschnittenen Steinen und Ziegeln. Der Bau stammte somit vermutlich aus dem 17. Jahrhundert. Bis auf den Kaltbereich sind die von Nord nach Süd aufgereihten Teile (Aufwärmraum, Warmraum, Wassertank und Ofen) unversehrt erhalten geblieben, da sie teilweise unter der Erde lagen. Die Kuppeln und Gewölbe sowie einige der Fassadenwände im Westen sind aufgrund von Erweiterungsarbeiten an der Straße verstürzt. Die Wände des Kaltbereichs sind kaum zu erkennen. Den erhaltenen Gebäudeteilen, Bildern und mündlichen Quellen zufolge war die Mitte des „Kälteraums“ des Bades mit einer Kuppel bedeckt und wurde als Umkleideraum genutzt, die Liegebänke waren einander in Ost-West-Richtung gegenüber angeordnet und mit Gewölben überdacht. Der Wärmereil bestand aus symmetrischen Iwanen mit Gewölben auf beiden Seiten eines zentralen Kuppelbaus. Der separate Heizteil hatte Ofen nebst Wassertank und Holzdepot.
Die Brücken von Tahtaoba- und Kızılcaoba: Die historischen Brücken Tahtaoba Köprüsü und Kızılcaoba Köprüsü in Eski Besni wurden mit verschiedenen Spannweiten errichtet, um den Bachlauf des Besni Çayı zwischen Siedlungsteilen Eski Besnis zu überbrücken. Dort wo die Tahtaoba-Moschee stand, waren zwei identische Brücken gebaut, die zu gegenüberliegenden Siedlungen führten. Eine weitere Brücke verband den Stadtteil Kızılcaoba mit Aşağıoba, dem Standort der Ulu Cami. Das Material der tragenden Teile dieser Brücken mit Spitzbogengewölbe, besteht aus behauenem Stein. Für die Trägerwangen auf beiden Seiten wurde Bruchstein verwendet. Die Breite der Brücken beträgt etwa 2,5 m. Die Tahtaoba-Brücken wurden auf stabilem Felsboden errichtet, von wo aus sich Stützmauern von den Pfeilern fortsetzten, um die Fundamente vor der Erosion zu schützen und Überschwemmungen in unmittelbarer Nähe zu verhindern.
Folgen des Erdbebens vom 06.02.2023: Die historischen Gebäude in den alten Besni-Ruinen, die jahrelang überdauerten, konnten dem Erdbeben von Kahramanmaraş am 6. Februar 2023 zumeist nicht standhalten. Während man dabei war, die alten Gebäudereste für den Tourismus zu öffnen, wurden die meisten Bauwerke bei den Erdbeben zerstört. Während die Minarette zerbrachen, stürzten die Bäder ein. Ein Teil der restaurierten Kurşunlu-Moschee und das Minarett wurden beschädigt. Im Landkreis Besni, einem der im Februar 2023 am stärksten von den Erdbeben betroffenen Kreise in der Provinz Adıyaman, wächst derzeit als Konsequenz die Zahl neuer Häuser rasant. 2024 sind im Kreiszentrum selbst 1.872 stabile Wohnungen im Bau. Mit der Schlüsselübergabe an 235 vom Erdbeben betroffene Familien hat die Vergabe von Neubauten an entsprechend ausgeloste Familien begonnen, die innerhalb von etwa einem Jahr neue Häuser erhielten.

### Relikte im restlichen Landkreis Besni
Boybeypınarı Yazıtları: 1931 wurden bei einem prähistorischen Heiligtum in der Nähe von Kesmetepe beim Dorf Boybeypınarı hethitische Inschriften aus dem frühes 8. Jahrhundert v. Chr. in luwischen Hieroglyphen auf vier großen Basaltblöcken in einer Mauer aus der klassischen Zeit gefunden, die offensichtlich von ihrem ursprünglichen Platz entfernt und wiederverwendet worden waren. Zwei Blockpaare (Boybeypınarı I und Boybeypınarı II) wurden als eine Art Plattform in einem monumentalen Bauwerk verwendet. Auf dem ersten Blockpaar befindet sich eine einzeilige und auf dem zweiten eine dreizeilige Inschrift, die die Blöcke umgeben. Im Text heißt es, dass dieses Denkmal von Panamuwati, der Frau des Kummuh-Königs Ušpilulume (Šuppiluliuma, in assyrischen Texten: Ušpilulume) der Göttin Kubaba gewidmet wurde. Die Objekte befinden sich heute im Museum für anatolische Zivilisationen in Ankara.
Çatal Mağara Nekropolü: In den Nekropolgebieten bei Su Göz in der Nähe von Kesmetepe wurden Beispiele von Hypogäen identifiziert, ein- oder mehrkammerige unterirdische Strukturen, die in die Felsen gehauen sind: Nischengräber, Arkosoliumgräber und Felssarkophage vom Chamosorion-Typ.

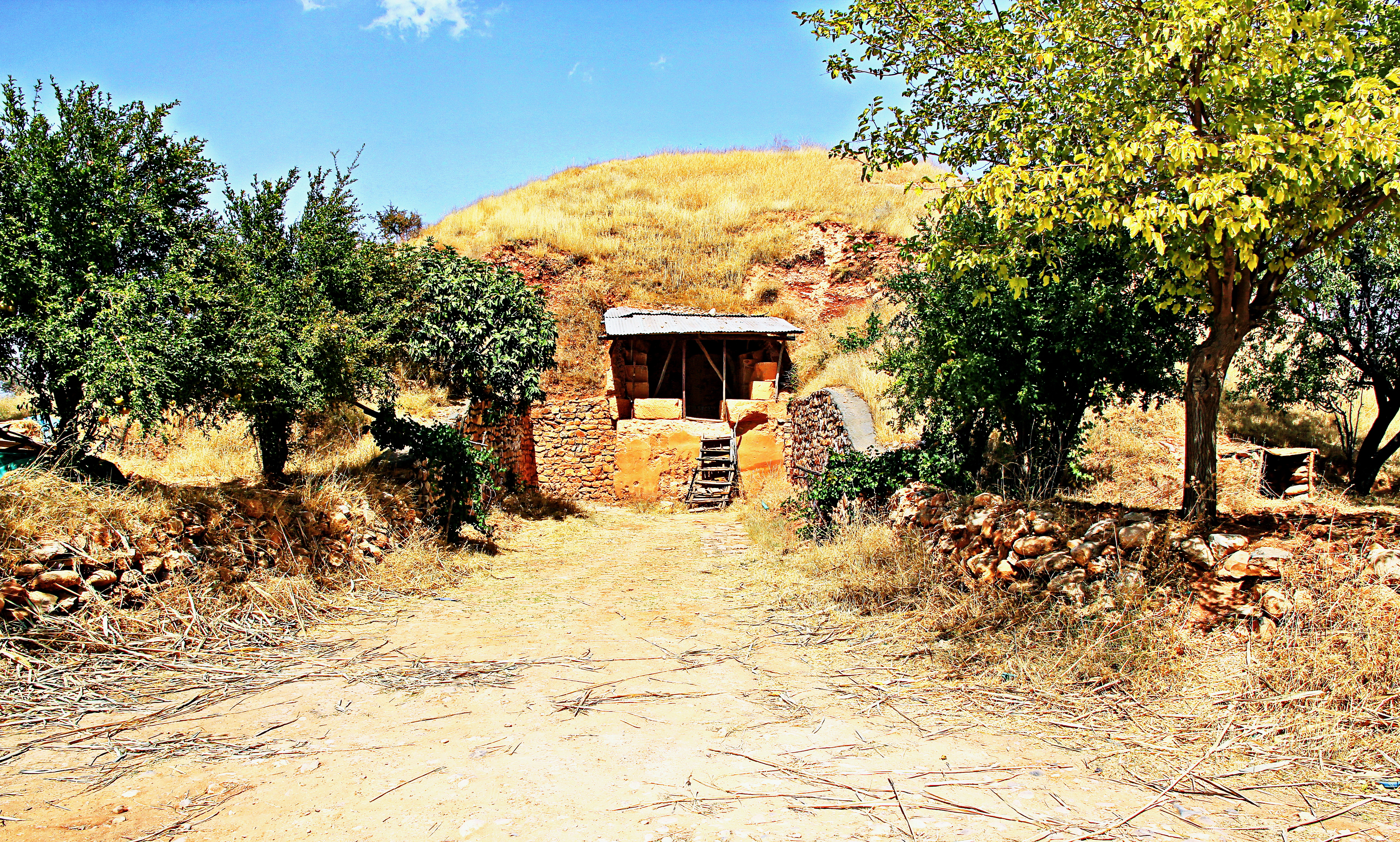
Großer Tumulus (A) von Sofraz mit Kammergrab, bei Alişar (Besni), Südosttürkei

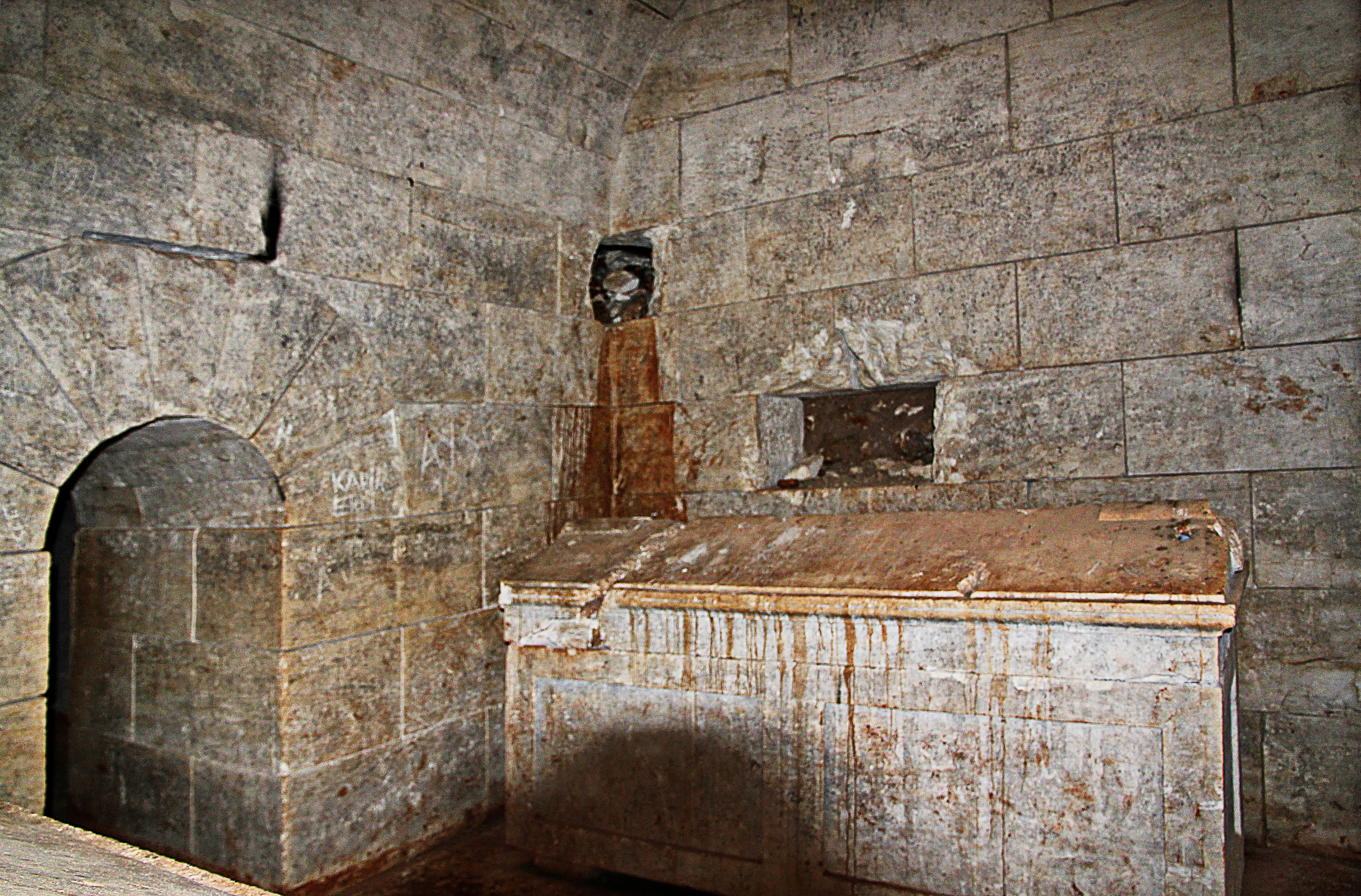
Großer Tumulus (A) von Sofraz mit Kammergrab, bei Alişar (Besni), Südosttürkei, Sarkophag im Grabraum

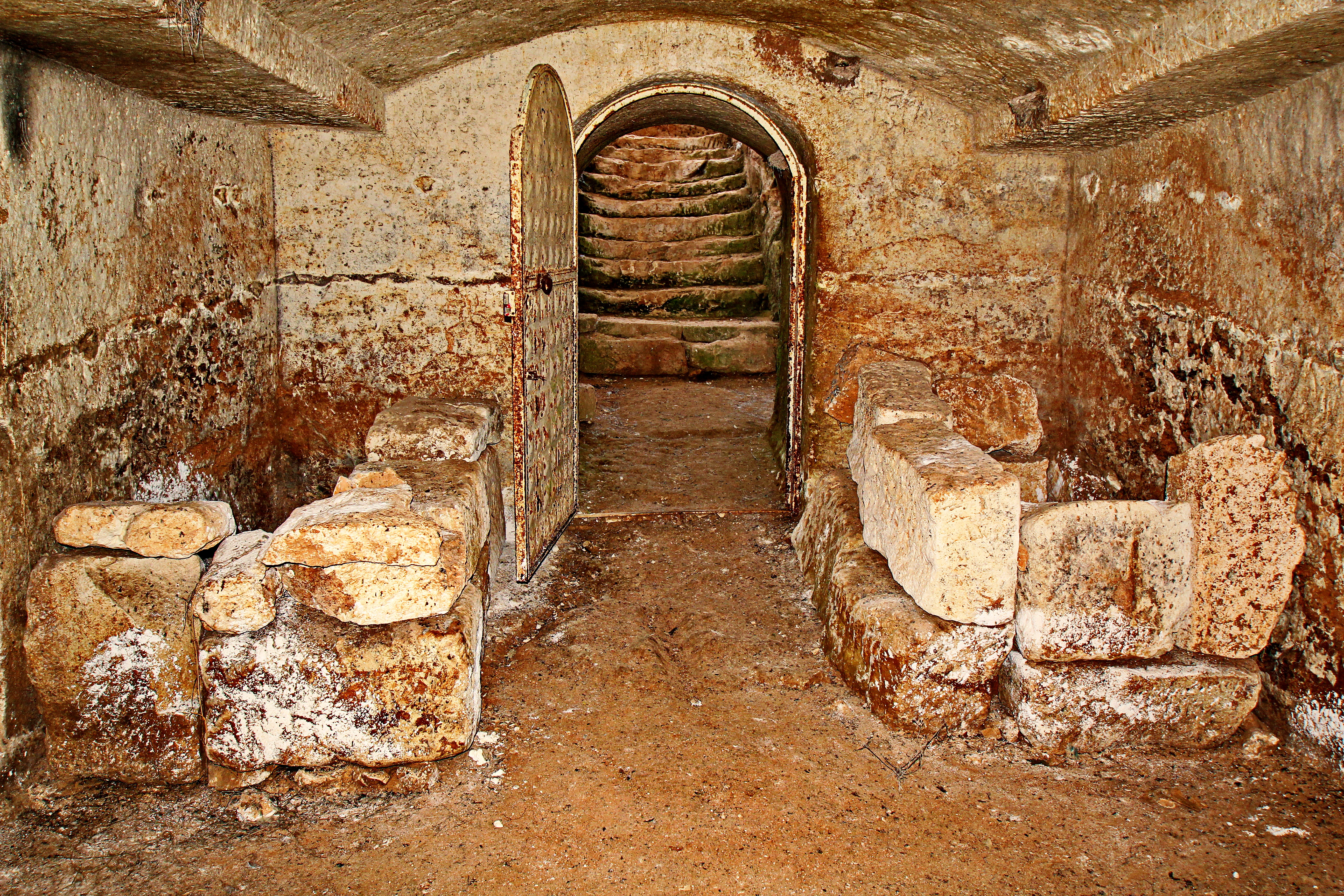
Kleiner Tumulus (B) von Sofraz mit Kammergrab, bei Alişar (Besni), Südosttürkei, Eingangsbereich

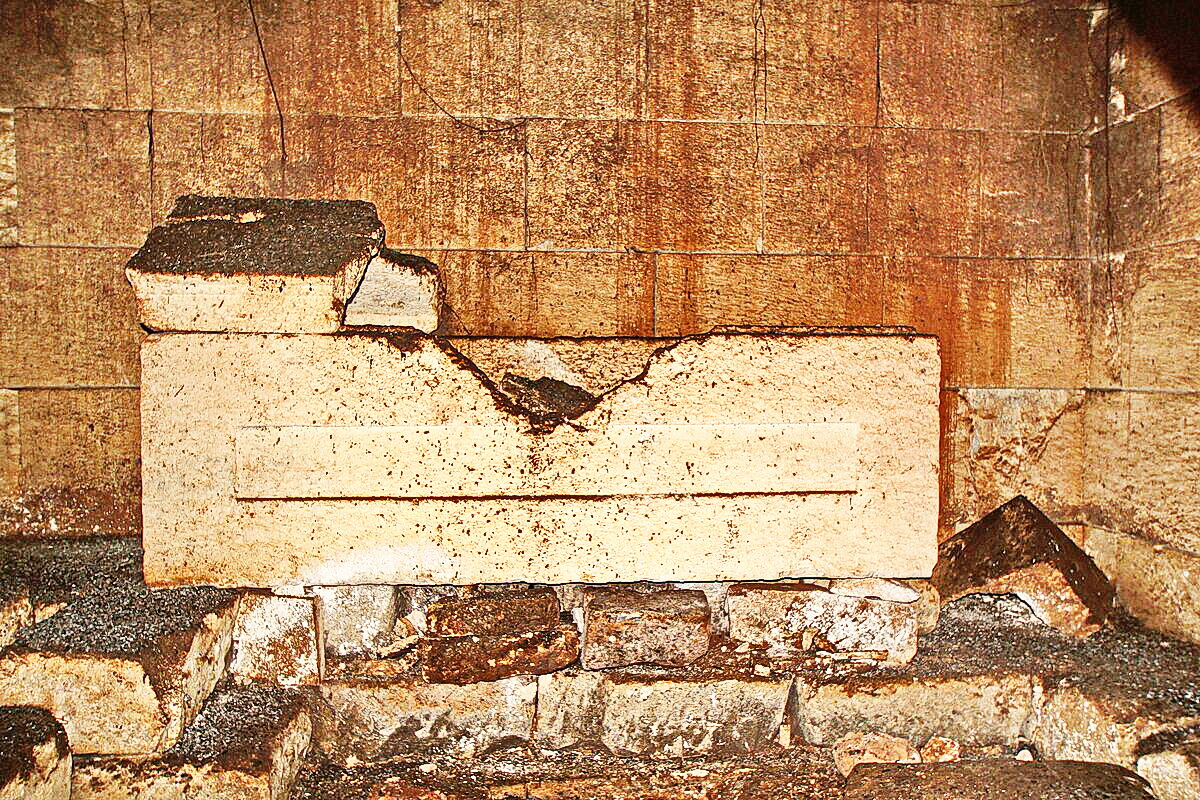
Kleiner Tumulus (B) von Sofraz mit Kammergrab, Umgebung von Besni, Südosttürkei, mittlere Hauptgrabkammer, an der hinteren Wand auf einem Podest stehender Sarg

Sofraz Ruinen und Tumuli: Beim Dorf Alişar (Sofraz) nahe Üçgöz, 16 Kilometer von Besni, gibt es Reste der antiken Stadt Kul Sehri mit Bädern, drei Moscheen (Hasan-Pasa-Moschee, Ulu-Moschee und das Oksuz Minarett) und einer früheren Burg sowie einer ganzen Siedlung. Zwei Tumuli mit römischen Kammergräbern wurden bei den Ausgrabungen im Jahr 1993 freigelegt. Einer der Hügel ist 15 Meter hoch und 50 Meter breit, der andere 10 Meter hoch und 50 Meter breit. Die Tumuli, die schätzungsweise im 2. Jahrhundert n. Chr. errichtet wurden, bestehen aus einem Durchgangskorridor und einer Grabkammer unter der Erdaufschüttung. In diesen Tumuli befinden sich religiöse Relikte der Herrscherkultur des Königreichs Kommagene.
Çakırhöyük (Keysun) Etwa 1 km nördlich von Çakırhöyük erhebt sich ein etwa 20 m hoher Hügel, auf dem früher die historische Burg von Keysun stand. Die Burg inmitten einer weiten Ebene im Süden des Landkreises Besni spielte eine aktive Rolle in der Geschichte von Besni. Das Baudatum ist unbekannt. Die Burg war Schauplatz häufiger Kriege und wurde mehrmals zerstört und wieder aufgebaut. Der Hügel und die Quellen der Burg sind berühmt. Die letzte Bauphase von Keysun Kalesi reicht bis ins Mittelalter zurück. Die Ruinen sind heute jedoch nicht mehr zu sehen.
Dikilitaş Nekropole (im Dorf Dikilitaş). Bei den Gräbern handelt es sich um hypogäumförmige Gräber, die in das Grundgestein gehauen wurden. Die großflächig errichteten Felsengräber wurden auf einem flachen Bereich auf einem felsigen Hügel errichtet. Zusätzlich zu den Gräbern mit Gewölbe- und Treppeneingängen gibt es Gräber im Megalithstil (Dolmengräber).

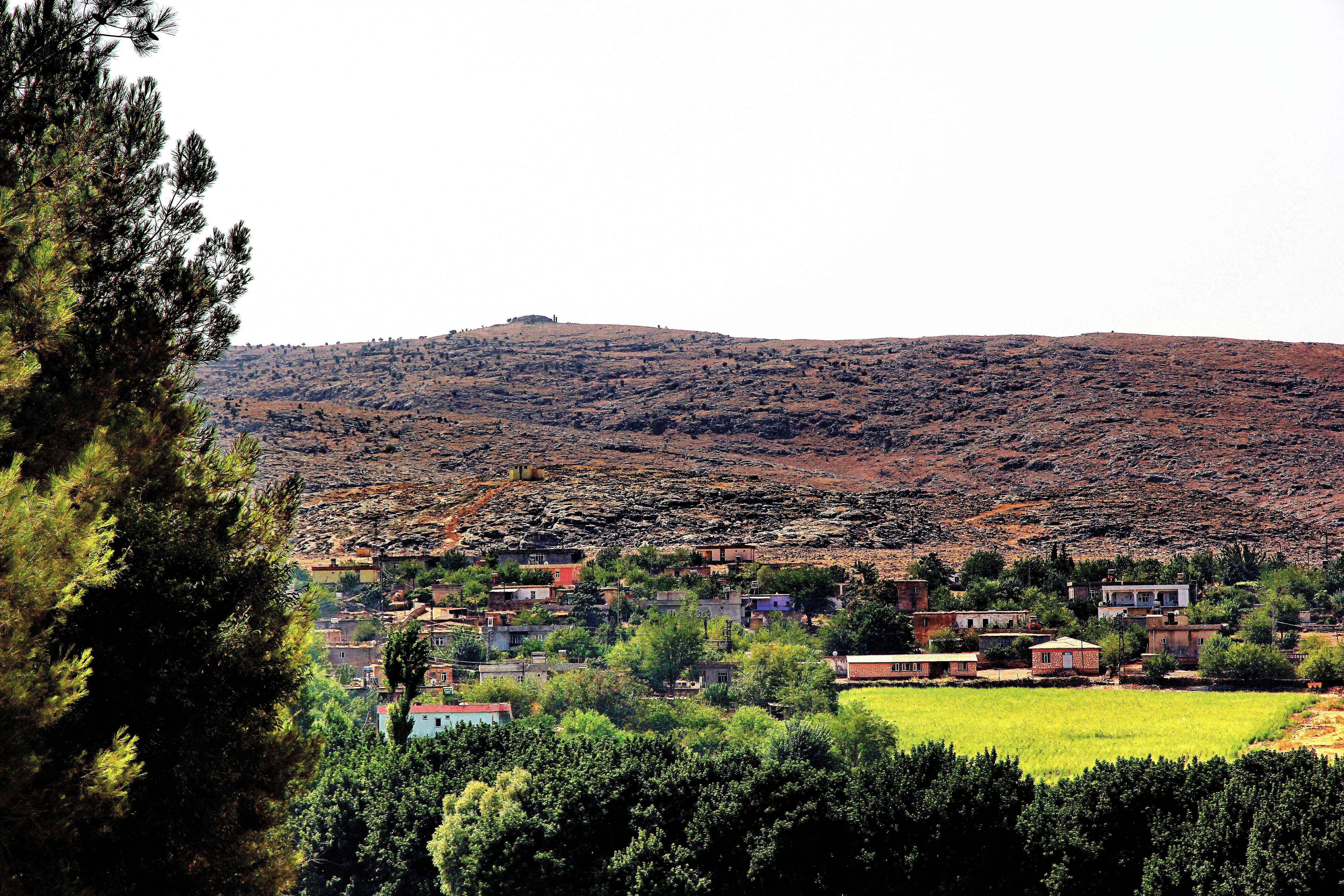
Dorf Dikilitqaş im Landkreis Besni in der türkischen Provinz Adıyaman, im Hintergrund Grabhügel von Sesönk, Kommagene, Südosttürkei.

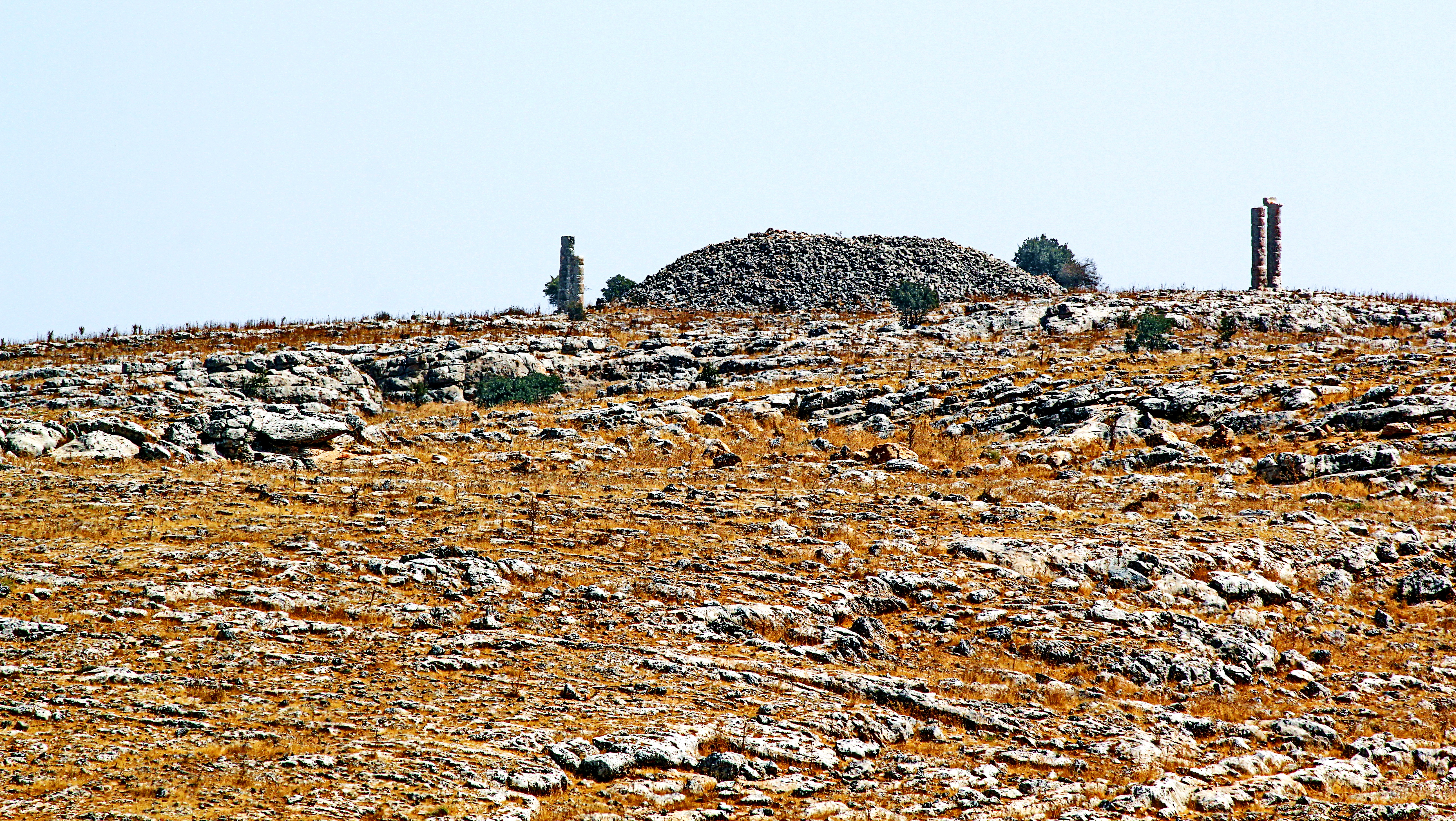
Grabhügel von Sesönk, Kommagene, Südosttürkei südlich von Dikilitaş

Dikilitaş (Sesönk): Der kommagenische Grabhügel (Tumulus) aus dem 1. Jahrhundert v. Chr. oder n. Chr. liegt südlich von Zormağara und Dikilitaş 33 km von Besni entfernt. Das Mausoleum wurde von König Mithridates II. von Kommagene im Südosten auf dem Kızıldağ erbaut und ist von drei Säulenpaaren umgeben, die jeweils etwa 10 Meter hoch sind. Auf den Säulen erkennt man Reliefs von Frauen, Männern und Löwen.

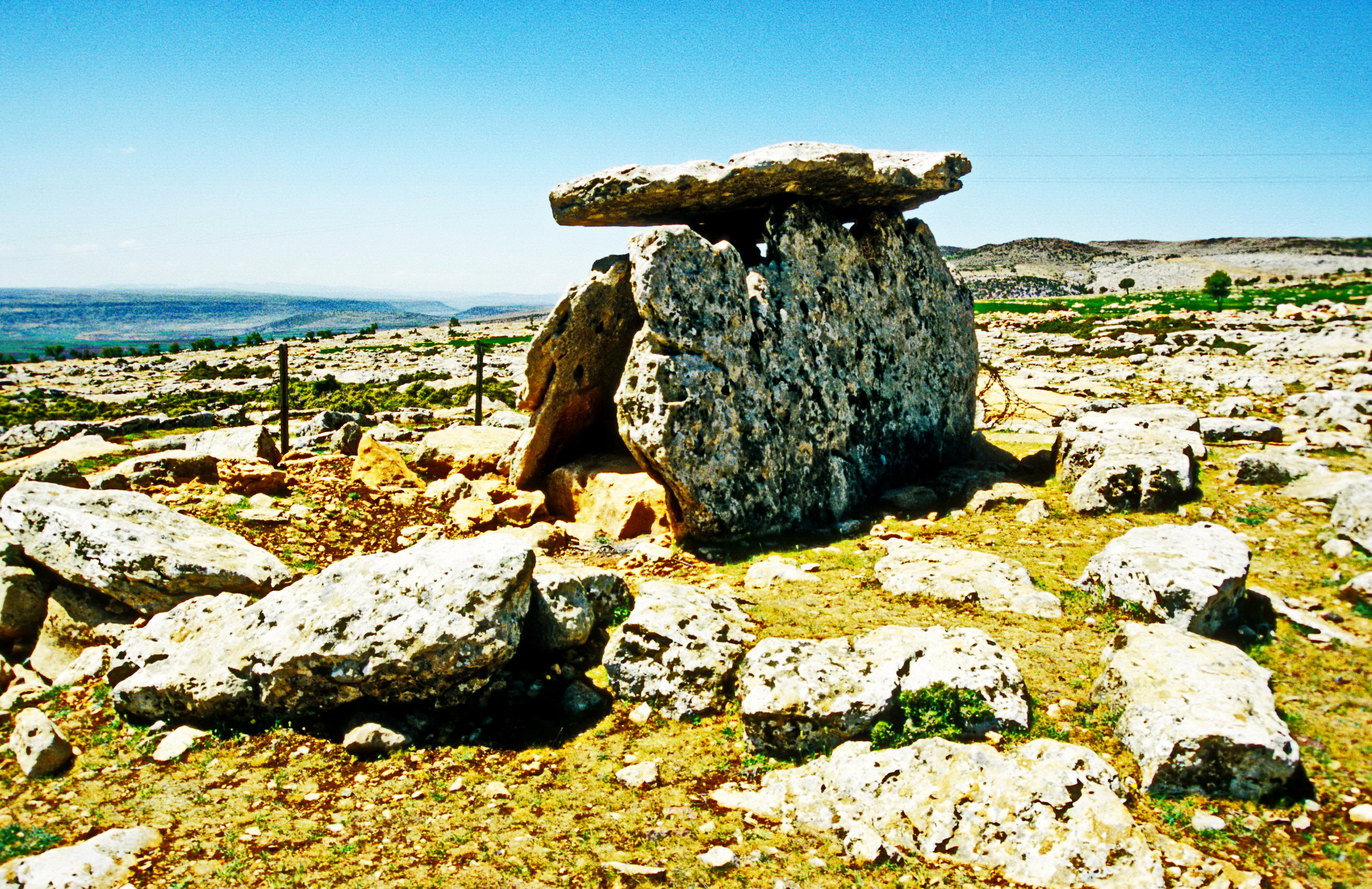
An vielen Stellen im Umfeld von Besni, so bei Kargalı und zwischen Besni und Yavuzeli. stößt man im Gelände immer wieder auf vereinzelte Dolmengräber.

Dolmengräber: Dolmengräber in prähistorischer Bestattungstradition Anatoliens liegen beim Dorfs Kargalı nordwestlich der Siedlung großräumig verstreut und bestehen aus mehreren in Abständen nebeneinander im Boden senkrecht aufgereihten großen flachen und waagerecht darauf gelegten größeren flachen Steinen. Die Länge der Felsplatten variiert zwischen 2 und 4 Metern. Sie stammen vermutlich aus der Steinzeit/Bronzezeit. Weitere gut erreichbare Dolmengräber liegen außerhalb des Landkreises Besni zwischen Yavuzeli und Araban an der Fernstraße D850 unweit Küçükkarakuyu und beim Dorf Ballık. Die Dorfbewohner nennen diese Grabbauten „Gavrikul“ (Deliklitaş, Stein mit einem Loch). Diese dortigen insgesamt 27 Gräber sind am Fuße des Karadağ auf einer großen Fläche verteilt und stammen vermutlich aus der Bronzezeit.
Höhlen von Gümüşkaya (Palaş): An den Ufern des Göksu Çayı (nicht zu verwechseln mit dem Göksu bei Mut bzw. Silifke), westlich des Dorfes Gümüşkaya, gibt es zahlreiche miteinander verbundene Höhlen in Form von in den Felsen gehauenen Tunnel. Diese Höhlen, die über Brunnen, Balkone und abgegrenzte Räume verfügen, wurden 150 v. Chr. angelegt und dienten als Unterschlupf.
Tatarın-Nekropole Zwischen den Dörfern Yukarı Söğütlü und Yaylacık des Landkreises Besni findet man hypogäenartige (unterirdische) Gräber im anstehenden Grundgesteins. In einigen sind Relieffiguren zu sehen. Bei einer Rettungsgrabung 1983 wurden Reste von Bodenmosaiken gefunden.

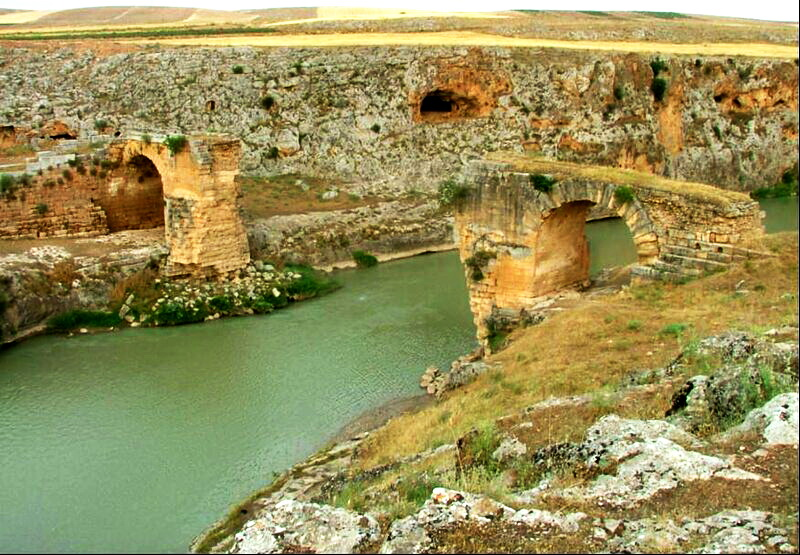
Blick auf die Reste der Kızılin Köprüsü über den Göksu vor der Restaurierung (Foto: Haliltatliemre, 10.06.2009).

Kızılin Köprüsü (Göksu-Brücke): Die historische Brücke über den Göksu Çayı (Adıyaman) zwischen Gümüşkaya und Kızılin besteht aus glatt gehauenem Stein mit drei Bögen, einem Hauptbogen und zwei Seitenbögen. Sie hat einen rampenförmigen Zugang im 90-Grad-Winkel. Ihre architektonische Struktur ähnelt der Cendere-Brücke bei Kâhta, wurde während der Römerzeit von Kaiser Vespasian erbaut. Sie ermöglichte dort in der Antike den Übergang zwischen Besni (Ostacuscum) und Samsat (Samosata). Als Ende des 19. Jahrhunderts Feindseligkeiten zwischen den Dorfbewohnern auf beiden Seiten des Göksu Çayı ausbrachen, brachten die Dorfbewohner auf der Besni-Seite den mittleren Teil der Brücke mit einem Sprengsatz aus Taubenmist zum Einsturz. Zwischen 2017 und 2020 wurde die Brücke restauriert.

## Persönlichkeiten
- Süleyman Ârif Emre (1923–2019), Jurist, Verwaltungsbeamter, Dichter und Politiker
- Hüseyin Özhan (* 1967), Politiker